# ウルトラ怪獣シリーズ
ウルトラ怪獣シリーズ（ウルトラかいじゅうシリーズ）は、1983年からバンダイより発売されているウルトラ怪獣、宇宙人のソフトビニール人形（略称はソフビ人形）シリーズの商品名である。本頁では後継シリーズの「ウルトラ怪獣500」、またウルトラマンのソフビ人形シリーズであるウルトラヒーローシリーズやその派生商品（ウルトラヒーローシリーズN）などについても本項で紹介する。

## 商品概要
1983年の発売開始以来、何度も若干の塗装直しや造形の変更と、商品に付いている裸タグ（怪獣）とヘッダー付ウインドウサック型の箱（ヒーロー）の絵を変更しながら販売され続けてきた。2000年5月になると、No.がある物だけでもヒーローが36種類、怪獣が140種類と、特に怪獣の数が膨大な量に膨れ上がってしまった為、リニューアルすることを決定した。ヒーロー30種類と怪獣70種類の合計100種類を、リペイント・新価格（税込み・735円）・新パッケージに変更された新定番シリーズへと生まれ変わった。リニューアルした後も、2001年から2003年までに3年連続、一部定番商品の入れ替えをする時季もあった。また、定番には含まれないEXシリーズも販売されている。

### 歴史
- 1983年 - 発売開始[2]。当時の価格は500円で、1984年夏までにヒーローと合わせ47種を展開。
- 1988年 - 『ウルトラ怪獣大百科』の放送に合わせ商品仕様を変更。
- 1991年 - 湾岸戦争による原油価格の高騰により、販売価格を600円に改訂。それに合わせてラインナップのほとんどに塗装変更が行われた。
- 1994年 - 中国生産に切り替え[2]。一部ラインナップの塗装や造形が劇中に近くなるように変更がなされ、素材が軟質となる[2]。
- 2000年 - ラインナップが140種と膨大になったため、総数を70種を刷新。一部ラインナップが新規造形にリニューアル[2]。それ以外のラインナップも塗装が大幅に変更された。物価高騰と品質向上のため価格が700円に改訂された。
- 2001年〜 - 6月、10月に一部ラインナップの入れ替えが行われるように。(〜2004年まで)
- 2004年 - ラインナップの総数を60種に改訂[3]。バルタン星人とダダの造形が変更された。
- 2007年 - AC『大怪獣バトル ULTRA MONSTERS』の稼働開始に併せてラインナップの刷新。価格は800円となり、初回生産分にはゲームで使用できるカードが付属した。(〜2011年2月発売分まで)
- 2012年 - 一部ラインナップの入れ替え。
- 2013年 - 『ウルトラ怪獣500』にリニューアル[2]。サイズが14cmに変更され、左足裏には当時展開されていた玩具と連動する「ライブサイン」が貼り付けられた。価格は商品名の通り500円。また秋には旧サイズに近い商品として主にボス怪獣を商品化する『ウルトラ怪獣DX』シリーズが発表された。
- 2015年 - 『ウルトラマンX』の放送に合わせ、商品仕様にマイナーチェンジが行われる（タグの形状、ライブサインのデザインが変更）、同時期に『X』に登場する怪獣を商品化する『ウルトラ怪獣X』を展開（カード付属、650円）
- 2016年 - 価格を600円に改訂し、商品名が『ウルトラ怪獣シリーズ』に変更される。それに併せてライブサインの削除とタグのデザイン変更が行われた。同時期に『ウルトラマンオーブ』に登場する怪獣を商品化する「ウルトラ怪獣オーブ」を展開（カード付属、800円）。
- 2022年 - 10月1日をもって、商品価格を600円にから700円に改訂すると発表。

## 前史

### 第一次怪獣ブームとマルサンの時代
1966年、『ウルトラQ』の放送が開始された。同作では制作にはかなりの予算がつぎ込まれていることから予算の捻出のためTBS管理部の岡崎潔よりキャラクター商品の開発が提案された。キャラクター使用料を従来の商品価格の5%から3%に引き下げ参入障壁を緩和したところ、幼児向け遊戯人形としてはマルサン商店、増田屋斎藤貿易などから申し込みがあり、商品化を許諾された。増田屋はゴム製の手踊り人形「ウルトラQ手踊り」シリーズを発売し、後発のマルサン商店はソフトビニール製でより精巧な怪獣人形「世紀の大怪獣 ウルトラQ」を発売した。価格は350円であった。前例のない商品であったため、発売当初は流通において冷遇されたものの、追加注文が殺到するようになり、さらに『ウルトラマン』の放送開始に先駆けて同作に登場予定の怪獣ソフビを発売し、生産が追いつかないほどの怪獣ブームを代表するヒット商品へと成長した。この成功が日本におけるマーチャンダイジングの嚆矢であるとされる。マルサン商店は『快獣ブースカ』、『キャプテンウルトラ』、マルザンへ社名変更後の『ウルトラセブン』でも怪獣ソフビを展開したが、怪獣ブーム以前から抱えていた負債が原因で1968年に倒産してしまう。

### 第二次怪獣ブームとブルマァクの時代
翌年、マルザンの元社員らがブルマァクを設立し、マルザン倒産時に差し押さえられていたソフビの金型を入手し生産を開始し、その後、「ブルマァクウルトラシリーズ」次いで「ブルマァクの怪獣シリーズ」としてウルトラセブンやウルトラマンの再放送、『ウルトラファイト』の放送に合わせて新規金型による商品を拡充していった。1971年4月から放送が開始された『帰ってきたウルトラマン』に新登場した怪獣は大半が放送期間内にソフビ化され人気を博した。1969年に再興されていたマルサンは商品化権を獲得できず「怪傑透明ウルトラエース」などのオリジナルのソフビを発売していた。帰ってきたウルトラマンでのブルマァクの成功を見た各社は1972年4月から放送が開始される『ウルトラマンA』の商品化権獲得を相次いで申し込み、ブルマァク、マルサンのほか、バンダイ、万創などが各サイズで競合した。ブルマァクのスタンダードサイズのウルトラマンAとウルトラの父は、マスク部の脱着により、スーツアクターに見立てた男性の頭部が露出する、面替えと呼ばれるギミックが搭載され、新価格の380円で発売された。しかし各社とも人気が伸び悩み、ブルマァクのスタンダードサイズソフビの新商品発売は本放送期間内に打ち切られた。次作の『ウルトラマンタロウ』ではスタンダードサイズソフビはZAT隊員（商品名はザット隊員）の男女と面替え仕様のタロウの3種のみの発売となった。1974年、ブルマァクは『ウルトラマンレオ』でスタンダードサイズを一回り小さい新規格に見直した上で、レオ・アストラ・ウルトラマンキング以外は1体300円に値下げして再開したが同作でウルトラシリーズが一旦終了し、第二次怪獣ブームの幕が下ろされた。主軸商品番組を失ったブルマァクはロボットアニメなどのダイカストフィギュアを展開するが、同分野で先行していたポピーに敗れたこともあって、1977年に倒産した。

### 第3期ウルトラシリーズとポピーの時代
1977年からゴジラシリーズとウルトラシリーズの商品化権を獲得したポピーは、従来のミドルサイズ（旧スタンダードサイズより二回り小さいサイズ）を新たにスタンダードサイズとする見直しを敢行し、「キングザウルスシリーズ」を発売した。このときに定められた規格が2013年まで大きな変更なく引き継がれていた。価格は380円であった。このサイズ規格の見直しにより、新規金型での生産となった。
この「キングザウルスシリーズ」は、皮膚の表面をザラザラした質感にするという、それまでにない表面の処理が行われており、この処理は「キングザウルスシリーズ」のみの特徴となっている。また、足には怪獣の足形が刻印され、スタンプ遊びが出来る仕様となっている。しかし、これによって怪獣の名前やメーカー名、版権の表示が怪獣の足の裏に刻印できなくなり、それらの表示が体の背面（四つ足怪獣の場合はお腹）に刻印されているのも本シリーズの特徴であった。
発売時期は大きくわけで3期あり、1期目のみ暗い中間色が多用されたが、2期以降はマルサン以来のソフビ独特の明るいカラーリングが踏襲されている（また、怪獣名の刻印は1期は小さく細い明朝体だったが、2期以降は大きい太いゴシック体に変更される）。足型シールが同梱されており、これを20枚集めてメーカーに送付すると「ウルトラマン 怪獣大図鑑」と題されたノベルティブックがもらえるキャンペーンを長期展開しコレクション性を高めた。1980年の『ウルトラマン80』からは価格が480円に引き上げられ、足型シールは廃止された。

### テレビシリーズ休止期間とバンダイの時代
1983年、ポピーがバンダイ本社に吸収合併され、同社のポピー事業部に再編された。この時期に流行していたガレージキットで商品化された怪獣やヒーローのリアルなフィギュアをマスプロレベルで商品化する試みとして「REAL HOBBY SERIES」というリアルなフィギュアが発売された。これはプラモデルのように組み立てと塗装を要するものであり、ウルトラシリーズからの商品化は結局2種類のみとなったが、従来の購買層よりも比較的高年齢層を意識したそのリアル志向はそのまま「ウルトラ怪獣」シリーズという新たなソフビ人形のシリーズにも取り入れられ、価格も500円となったが出身地・身長・体重などが記されたカードが添付されるようになった（なお、初期販売分のみREAL HOBBYのように塗装を前提とした白い成型色のものが流通し、さらにその在庫を包み塗装して一般ラインナップとして発売したこともある）。帰ってきたウルトラマンやウルトラマンAの再放送や既存フィルムを多用した映画の上映に合わせて2年間で47種のソフビが続々とリリースされた。1989年にはウルトラヒーローのソフビのみ名称が「ULTRA HERO SERIES」へと改められ現在の名称に至っている。それ以降も2,3年おきのリニューアルが実施され、ラインナップは拡充していった。

## 現行ラインナップ

### ウルトラ怪獣シリーズ
2013年6月下旬にリニューアル。当初は価格が税抜500円であったことからウルトラ怪獣500として販売されていた。『ウルトラマンギンガ』シリーズや『ウルトラマンX』に登場するスパークドールズの元となっており、発売当初から2016年6月生産分までは足裏に貼り付けてあるライブサインで玩具の「ギンガスパーク」「ライブパッド」「ダークスパーク」「ビクトリーランサー」「エクスデバイザー」と連動する。全てのラインナップが全長140mmで新規に造形され、より手にし易い大きさになっている。サイズの変更は、価格帯を抑えることでより多くの商品が購入されることを意図している。2016年7月から2022年9月までのメーカー希望小売価格は税抜600円。
従来のシリーズでは商品化されていなかったキャラクターも意識的にラインナップされている。ハンザギランは、開発に携わった脚本家の三条陸がタイラントの構成怪獣を揃えたいと要望したことにより商品化された。
| No. | 商品名                                 | 初登場作品                                                               |
| --- | -------------------------------------- | ------------------------------------------------------------------------ |
| 01  | バルタン星人                           | ウルトラマン                                                             |
| 02  | ゴモラ                                 | ウルトラマン                                                             |
| 03  | ゼットン                               | ウルトラマン                                                             |
| 04  | ザラガス                               | ウルトラマン                                                             |
| 05  | エレキング                             | ウルトラセブン                                                           |
| 06  | ゴドラ星人                             | ウルトラセブン                                                           |
| 07  | キングジョー                           | ウルトラセブン                                                           |
| 08  | ブラックキング                         | 帰ってきたウルトラマン                                                   |
| 09  | ケムール人                             | ウルトラQ                                                                |
| 10  | キングパンドン                         | 大決戦!超ウルトラ8兄弟                                                   |
| 11  | ラゴン                                 | ウルトラQ                                                                |
| 12  | サンダーダランビア(SD)                 | ウルトラマンギンガ                                                       |
| 13  | アントラー                             | ウルトラマン                                                             |
| 14  | レッドキング                           | ウルトラマン                                                             |
| 15  | ガヴァドン(B)                          | ウルトラマン                                                             |
| 16  | シーゴラス                             | 帰ってきたウルトラマン                                                   |
| 17  | ベムスター                             | 帰ってきたウルトラマン                                                   |
| 18  | バラバ                                 | ウルトラマンA                                                            |
| 19  | キングクラブ                           | ウルトラマンA                                                            |
| 20  | バキシム                               | ウルトラマンA                                                            |
| 21  | ドラゴリー                             | ウルトラマンA                                                            |
| 22  | モチロン                               | ウルトラマンタロウ                                                       |
| 23  | マグマ星人                             | ウルトラマンレオ                                                         |
| 24  | サラマンドラ                           | ウルトラマン80                                                           |
| 25  | ゴルザ                                 | ウルトラマンティガ                                                       |
| 26  | ダークザギ                             | ULTRA N PROJECT                                                          |
| 27  | ジャシュライン                         | ウルトラマンメビウス                                                     |
| 28  | イカルス星人                           | ウルトラセブン                                                           |
| 29  | ガッツ星人                             | ウルトラセブン                                                           |
| 30  | スノーゴン                             | 帰ってきたウルトラマン                                                   |
| 31  | ハンザギラン                           | ウルトラマンA                                                            |
| 32  | 巨大ヤプール                           | ウルトラマンA                                                            |
| 33  | バルキー星人                           | ウルトラマンタロウ                                                       |
| 34  | アストロモンス                         | ウルトラマンタロウ                                                       |
| 35  | シルバゴン                             | ウルトラマンティガ                                                       |
| 36  | ガンQ(コードNo.01)                     | ウルトラマンガイア                                                       |
| 37  | ラゴラス                               | ウルトラマンマックス                                                     |
| 38  | ゾアムルチ                             | ウルトラマンメビウス                                                     |
| 39  | ロベルガー                             | ウルトラマンメビウス                                                     |
| 40  | エンペラ星人                           | ウルトラマンメビウス                                                     |
| 41  | ザムシャー                             | ウルトラマンメビウス                                                     |
| 42  | ファイヤーゴルザ                       | ウルトラギャラクシー大怪獣バトル                                         |
| 43  | ウルトラマンベリアル                   | 大怪獣バトル ウルトラ銀河伝説 THE MOVIE                                  |
| 44  | ハイパーゼットン(イマーゴ)             | ウルトラマンサーガ                                                       |
| 45  | ダークガルベロス(SD)                   | ウルトラマンギンガ                                                       |
| 46  | ナックル星人グレイ(SD)                 | ウルトラマンギンガ                                                       |
| 47  | カネゴン                               | ウルトラQ                                                                |
| 48  | ミラクル星人                           | ウルトラマンタロウ                                                       |
| 49  | アクマニヤ星人                         | ウルトラマンレオ                                                         |
| 50  | ドラコ                                 | ウルトラマン                                                             |
| 51  | テレスドン                             | ウルトラマン                                                             |
| 52  | イーヴィルティガ                       | ウルトラマンティガ                                                       |
| 53  | 超コッヴ                               | ウルトラマンガイア                                                       |
| 54  | バルタン星人[ベーシカル]               | ウルトラマンコスモス THE FIRST CONTACT                                   |
| 55  | ミクラス                               | ウルトラセブン                                                           |
| 56  | ダークルギエル                         | ウルトラマンギンガ                                                       |
| 57  | EXレッドキング                         | ウルトラギャラクシー大怪獣バトル NEVER ENDING ODYSSEY                    |
| 58  | ベロクロン                             | ウルトラマンA                                                            |
| 59  | ツインテール                           | 帰ってきたウルトラマン                                                   |
| 60  | グドン                                 | 帰ってきたウルトラマン                                                   |
| 61  | サドラ                                 | 帰ってきたウルトラマン                                                   |
| 62  | メルバ                                 | ウルトラマンティガ                                                       |
| 63  | レイキュバス                           | ウルトラマンダイナ                                                       |
| 64  | 恐竜戦車                               | ウルトラセブン                                                           |
| 65  | ベムラー                               | ウルトラマン                                                             |
| 66  | シェパードン                           | ウルトラマンギンガS                                                      |
| 67  | インペライザー                         | ウルトラマンメビウス                                                     |
| 68  | メトロン星人                           | ウルトラセブン                                                           |
| 69  | バードン                               | ウルトラマンタロウ                                                       |
| 70  | キングジョーカスタム(SD)               | ウルトラマンギンガS                                                      |
| 71  | アリブンタ                             | ウルトラマンA                                                            |
| 72  | エースキラー                           | ウルトラマンA                                                            |
| 73  | ジュダ・スペクター                     | ウルトラファイトビクトリー                                               |
| 74  | デマーガ                               | ウルトラマンX                                                            |
| 75  | メカゴモラ                             | ウルトラ銀河伝説外伝 ウルトラマンゼロVSダークロプスゼロ                  |
| 76  | サイバーゴモラ                         | ウルトラマンX                                                            |
| 77  | ピグモン                               | ウルトラマン                                                             |
| 78  | レギオノイド(α)                        | ウルトラマンゼロ THE MOVIE 超決戦!ベリアル銀河帝国                       |
| 79  | ダークロプスゼロ                       | ウルトラ銀河伝説外伝 ウルトラマンゼロVSダークロプスゼロ                  |
| 80  | アーストロン                           | 帰ってきたウルトラマン                                                   |
| 81  | タイラント                             | ウルトラマンタロウ                                                       |
| 82  | ザンドリアス                           | ウルトラマン80                                                           |
| 83  | ダダ                                   | ウルトラマン                                                             |
| 84  | ギエロン星獣                           | ウルトラセブン                                                           |
| 85  | グビラ                                 | ウルトラマン                                                             |
| 86  | ギャラクトロンMK2                      | 劇場版ウルトラマンジード つなぐぜ!願い!!                                 |
| 87  | ジャグラス ジャグラー                  | ウルトラマンオーブ                                                       |
| 88  | ハイパーゼットンデスサイス             | ウルトラマンオーブ                                                       |
| 89  | マガオロチ                             | ウルトラマンオーブ                                                       |
| 90  | ノーバ                                 | ウルトラマンレオ                                                         |
| 91  | グルジオボーン                         | ウルトラマンR/B                                                          |
| 92  | ガーゴルゴン                           | ウルトラマンX                                                            |
| 93  | グエバッサー                           | ウルトラマンR/B                                                          |
| 94  | ウルトラマンオーブダーク               | ウルトラマンR/B                                                          |
| 95  | ホロボロス                             | ウルトラマンR/B                                                          |
| 96  | グルジオキング                         | ウルトラマンR/B                                                          |
| 97  | ブースカ                               | 快獣ブースカ                                                             |
| 98  | グルジオレギーナ                       | ウルトラマンR/B                                                          |
| 99  | グランドキングメガロス                 | ウルトラマンR/B                                                          |
| 100 | カミソリデマーガ                       | ウルトラマンR/B                                                          |
| 101 | ウルトラマントレギア                   | 劇場版ウルトラマンR/B セレクト!絆のクリスタル                            |
| 102 | ファイブキング                         | ウルトラマンギンガS                                                      |
| 103 | ザイゴーグ                             | 劇場版ウルトラマンX きたぞ!われらのウルトラマン                          |
| 104 | グリーザ(第三形態)                     | ウルトラマンX                                                            |
| 105 | ギャラクトロン                         | ウルトラマンオーブ                                                       |
| 106 | ウルトラマンベリアル アトロシアス      | ウルトラマンジード                                                       |
| 107 | ヘルベロス                             | ウルトラマンタイガ                                                       |
| 108 | セグメゲル                             | ウルトラマンタイガ                                                       |
| 109 | ナイトファング                         | ウルトラマンタイガ                                                       |
| 110 | ギマイラ                               | ウルトラマン80                                                           |
| 111 | ギガデロス                             | ウルトラマンタイガ                                                       |
| 112 | スカルゴモラ                           | ウルトラマンジード                                                       |
| 113 | ゴロサンダー                           | ウルトラマンタイガ                                                       |
| 114 | ギーストロン                           | ウルトラマンタイガ                                                       |
| 115 | タッコング                             | 帰ってきたウルトラマン                                                   |
| 116 | 邪神魔獣 グリムド                      | 劇場版ウルトラマンタイガ ニュージェネクライマックス                      |
| 117 | ベリュドラ                             | 大怪獣バトル ウルトラ銀河伝説 THE MOVIE                                  |
| 118 | カイザーベリアル                       | ウルトラマンゼロ THE MOVIE 超決戦!ベリアル銀河帝国                       |
| 119 | アークベリアル                         | ウルトラマンゼロ THE MOVIE 超決戦!ベリアル銀河帝国                       |
| 120 | キメラベロス                           | ウルトラマンジード                                                       |
| 121 | セブンガー                             | ウルトラマンレオ                                                         |
| 122 | ゲネガーグ                             | ウルトラマンZ                                                            |
| 123 | ネロンガ                               | ウルトラマン                                                             |
| 124 | ウインダム                             | ウルトラセブン                                                           |
| 125 | ゼッパンドン                           | ウルトラマンオーブ                                                       |
| 126 | ギルバリス(完全態)                     | 劇場版ウルトラマンジード つなぐぜ!願い!!                                 |
| 127 | サンダーキラー                         | ウルトラマンジード                                                       |
| 128 | ペダニウムゼットン                     | ウルトラマンジード                                                       |
| 129 | バロッサ星人                           | ウルトラマンZ                                                            |
| 130 | ブルトン                               | ウルトラマン                                                             |
| 131 | グリーザ(第二形態)                     | ウルトラマンX                                                            |
| 132 | M1号                                   | ウルトラQ                                                                |
| 133 | ウルトロイドゼロ                       | ウルトラマンZ                                                            |
| 134 | デストルドス                           | ウルトラマンZ                                                            |
| 135 | キリエロイド                           | ウルトラマンティガ                                                       |
| 136 | ゼルガノイド                           | ウルトラマンダイナ                                                       |
| 137 | デスフェイサー                         | ウルトラマンティガ&ウルトラマンダイナ 光の星の戦士たち                   |
| 138 | ゴメス                                 | ウルトラQ                                                                |
| 139 | ケルビム                               | ウルトラマンメビウス                                                     |
| 140 | ガーディー                             | ウルトラマンティガ                                                       |
| 141 | ゲランダ                               | ウルトラマンティガ&ウルトラマンダイナ 光の星の戦士たち                   |
| 142 | ゾイガー                               | ウルトラマンティガ                                                       |
| 143 | カミーラ                               | ウルトラマンティガ THE FINAL ODYSSEY                                     |
| 144 | ダーラム                               | ウルトラマンティガ THE FINAL ODYSSEY                                     |
| 145 | ヒュドラ                               | ウルトラマンティガ THE FINAL ODYSSEY                                     |
| 146 | 妖麗戦士 カルミラ                      | ウルトラマントリガー NEW GENERATION TIGA                                 |
| 147 | ゴルバー                               | ウルトラマントリガー NEW GENERATION TIGA                                 |
| 148 | 剛力闘士 ダーゴン                      | ウルトラマントリガー NEW GENERATION TIGA                                 |
| 149 | マルゥル                               | ウルトラマントリガー NEW GENERATION TIGA                                 |
| 150 | 俊敏策士 ヒュドラム                    | ウルトラマントリガー NEW GENERATION TIGA                                 |
| 151 | ガゾート                               | ウルトラマンティガ                                                       |
| 152 | オカグビラ                             | ウルトラマントリガー NEW GENERATION TIGA                                 |
| 153 | デスドラゴ                             | ウルトラマントリガー NEW GENERATION TIGA                                 |
| 154 | サタンデロス                           | ウルトラマントリガー NEW GENERATION TIGA                                 |
| 155 | キングジョー ストレイジカスタム        | ウルトラマンZ                                                            |
| 156 | ダダ(パワードダダ)                     | ウルトラマンパワード                                                     |
| 157 | デアボリック                           | 劇場版ウルトラマンオーブ 絆の力、おかりします!                           |
| 158 | ナース(円盤形態)                       | ウルトラセブン                                                           |
| 159 | メツオーガ                             | ウルトラマントリガー NEW GENERATION TIGA                                 |
| 160 | メツオロチ                             | ウルトラマントリガー NEW GENERATION TIGA                                 |
| 161 | バリガイラー                           | ウルトラマントリガー NEW GENERATION TIGA                                 |
| 162 | アボラス                               | ウルトラマン                                                             |
| 163 | バニラ                                 | ウルトラマン                                                             |
| 164 | メカムサシン                           | ウルトラマントリガー NEW GENERATION TIGA                                 |
| 165 | ハネジロー                             | ウルトラマンダイナ                                                       |
| 166 | ヤナカーギー                           | ウルトラマンティガ                                                       |
| 167 | エタルガー                             | 劇場版 ウルトラマンギンガS 決戦!ウルトラ10勇士!!                         |
| 168 | 宇宙セブンガー                         | セブンガーファイト                                                       |
| 169 | ガラオン                               | ウルトラマンダイナ                                                       |
| 170 | マウンテンガリバー5号                  | ウルトラマンダイナ                                                       |
| 171 | ネオダランビア                         | ウルトラマンダイナ                                                       |
| 172 | テラノイド                             | ウルトラマンダイナ                                                       |
| 173 | ネオガイガレード                       | ウルトラマンダイナ                                                       |
| 174 | スフィアザウルス                       | ウルトラマンデッカー                                                     |
| 175 | 電脳友機ハネジロー(HANE2)              | ウルトラマンデッカー                                                     |
| 176 | スフィアゴモラ                         | ウルトラマンデッカー                                                     |
| 177 | モンスアーガー                         | ウルトラマンダイナ                                                       |
| 178 | パゴス                                 | ウルトラQ                                                                |
| 179 | アギラ                                 | ウルトラセブン                                                           |
| 180 | スフィアメガロゾーア(第二形態)         | ウルトラマンデッカー                                                     |
| 181 | スフィアレッドキング                   | ウルトラマンデッカー                                                     |
| 182 | グレゴール人グレース                   | ウルトラマンデッカー                                                     |
| 183 | ニセウルトラマンダイナ ミラクルタイプ  | ウルトラマンダイナ                                                       |
| 184 | スフィアソルジャー                     | ウルトラマンデッカー                                                     |
| 185 | ライバッサー                           | ウルトラマンデッカー                                                     |
| 186 | スフィアネオメガス                     | ウルトラマンデッカー                                                     |
| 187 | パンドン                               | ウルトラセブン                                                           |
| 188 | スフィアジオモス                       | ウルトラマンデッカー                                                     |
| 189 | チャンドラー                           | ウルトラマン                                                             |
| 190 | エリマキテレスドン                     | ウルトラマンZ                                                            |
| 191 | ギガス                                 | ウルトラマン                                                             |
| 192 | レッドキング(二代目)                   | ウルトラマン                                                             |
| 193 | ペギラ                                 | ウルトラQ                                                                |
| 194 | マガタノオロチ                         | ウルトラマンオーブ                                                       |
| 195 | ピット星人(ピンクVer.)                 | ウルトラセブン                                                           |
| 196 | ピット星人(オレンジVer.)               | ウルトラセブン                                                           |
| 197 | ゲードス                               | ウルトラマンブレーザー                                                   |
| 198 | レヴィーラ                             | ウルトラマンブレーザー                                                   |
| 199 | ドルゴ                                 | ウルトラマンブレーザー                                                   |
| 200 | カナン星人                             | ウルトラセブン                                                           |
| 201 | ガラモン                               | ウルトラQ                                                                |
| 202 | ベビーデマーガ                         | ウルトラマンブレーザー                                                   |
| 203 | デルタンダル                           | ウルトラマンブレーザー                                                   |
| 204 | ガヴァドン                             | ウルトラマン                                                             |
| 205 | モグージョン                           | ウルトラマンブレーザー                                                   |
| 206 | ザンギル                               | ウルトラマンブレーザー                                                   |
| 207 | ズグガン                               | ウルトラマンブレーザー                                                   |
| 208 | ズグガン(成体ver.)                     | ウルトラマンブレーザー                                                   |
| 209 | ゴンギルガン                           | ウルトラマンブレーザー THE MOVIE 大怪獣首都激突                          |
| 210 | ニセウルトラマンベリアル               | ウルトラマンタイガ                                                       |
| 211 | にせウルトラマン                       | ウルトラマン                                                             |
| 212 | セレブロ                               | ウルトラマンZ                                                            |
| 213 | エミ(ULTRAMAN:RISING)                  | ULTRAMAN:RISING                                                          |
| 214 | ジャイガントロン(ULTRAMAN:RISING)      | ULTRAMAN:RISING                                                          |
| 215 | ネロンガ(ULTRAMAN:RISING)              | ULTRAMAN:RISING                                                          |
| 216 | シャゴン                               | ウルトラマンアーク                                                       |
| 217 | リオド                                 | ウルトラマンアーク                                                       |
| 218 | ネズドロン                             | ウルトラマンアーク                                                       |
| 219 | リヴィジラ                             | ウルトラマンアーク                                                       |
| 220 | ホムガー                               | ウルトラマンアーク                                                       |
| 221 | ユピーザロボット                       | ウルトラマンアーク                                                       |
| 222 | ノイズラー                             | ウルトラマン80                                                           |
| 223 | ザディーメ                             | ウルトラマンアーク                                                       |
| 224 | バザンガ                               | ウルトラマンブレーザー                                                   |
| 225 | アースガロン                           | ウルトラマンブレーザー                                                   |
| 226 | ヘルナラク                             | ウルトラマンアーク                                                       |
| 227 | キングオブモンス                       | ウルトラマンティガ・ウルトラマンダイナ&ウルトラマンガイア 超時空の大決戦 |
| 228 | ギルバグ                               | ウルトラマンアーク                                                       |
| 229 | バルタン星人(二代目)                   | ウルトラマン                                                             |
| 230 | ウルトラマンゼロダークネス             | ウルトラゼロファイト                                                     |
| 231 | ウルトラダークキラー                   | ウルトラギャラクシーファイト ニュージェネレーションヒーローズ            |
| 232 | ヴァグセクト                           | ウルトラマンオメガ                                                       |
| 233 | ドグリド                               | ウルトラマンオメガ                                                       |
| 234 | ペグノス                               | ウルトラマンオメガ                                                       |
| 235 | テリジラス                             | ウルトラマンオメガ                                                       |
| 236 | オオヘビヌシノミコト                   | ウルトラマンオメガ                                                       |
| 237 | ゲドラゴ                               | ウルトラマンオメガ                                                       |
| EX  | ペガ                                   | ウルトラマンジード                                                       |
| EX  | ウルトラマンエックスダークネス         | ウルトラギャラクシーファイト ニュージェネレーションヒーローズ            |
| EX  | ウルトラマンジードダークネス           | ウルトラギャラクシーファイト ニュージェネレーションヒーローズ            |
| EX  | ウルトラマントレギア(アーリースタイル) | ウルトラギャラクシーファイト 大いなる陰謀                                |
| EX  | アブソリュートタルタロス               | ウルトラギャラクシーファイト 大いなる陰謀                                |
| EX  | アブソリュートディアボロ               | ウルトラマントリガー NEW GENERATION TIGA                                 |
| EX  | イーヴィルトリガー                     | ウルトラマントリガー エピソードZ                                         |
| EX  | アブソリュートティターン               | ウルトラギャラクシーファイト 運命の衝突                                  |
| EX  | ゾルギガロガイザ                       | ウルトラマンデッカー最終章 旅立ちの彼方へ…                               |
| EX  | メカジャイガントロン(ULTRAMAN:RISING)  | ULTRAMAN:RISING                                                          |
| EX  | オカグビラ                             | ウルトラマントリガー NEW GENERATION TIGA                                 |

#### ウルトラ怪獣DX
ウルトラ戦士より大柄な怪獣をラインナップした派生ブランドで、旧シリーズに近いサイズのものもあるが、大体それ以上の大きさとなっている。玩具の「ギンガスパーク」でウルトライブ遊びが出来る。ガーゴルゴンからはウルトラ怪獣Xと同様サイバーカードが付属し、玩具の「エクスデバイザー」と連動する。マガバッサーからはライブサインをなくし、代わりにウルトラ怪獣オーブと同様データカードダス対応カードが付属し、玩具の「オーブリング」と連動する（デアボリックまで）。メーカー希望小売価格は以下の通り（すべて税抜）。
| No. | 商品名                             | 初登場作品                                                               | 価格    |
| --- | ---------------------------------- | ------------------------------------------------------------------------ | ------- |
| DX  | スーパーグランドキング(SD)         | ウルトラマンギンガ                                                       | 1,500円 |
| DX  | タイラント(SDU)                    | ウルトラマンギンガ 劇場スペシャル                                        | 1,500円 |
| DX  | ゾグ(第2形態)                      | ウルトラマンガイア                                                       | 1,500円 |
| DX  | チブル星人エクセラー(SD)           | ウルトラマンギンガS                                                      | 1,500円 |
| DX  | ファイブキング(SDU)                | ウルトラマンギンガS                                                      | 2,500円 |
| DX  | エタルガー                         | 劇場版ウルトラマンギンガS 決戦!ウルトラ10勇士!!                          | 1,200円 |
| DX  | スーパーグランドキング・スペクター | ウルトラファイトビクトリー                                               | 1,900円 |
| DX  | アークベリアル                     | ウルトラマンゼロ THE MOVIE 超決戦!ベリアル銀河帝国                       | 3,500円 |
| DX  | ビクトルギエル                     | ウルトラマンギンガS                                                      | 2,000円 |
| DX  | ガーゴルゴン                       | ウルトラマンX                                                            | 2,000円 |
| DX  | ツルギデマーガ                     | ウルトラマンX                                                            | 2,500円 |
| DX  | グリーザ                           | ウルトラマンX                                                            | 2,000円 |
| DX  | ゴーグファイヤーゴルザ             | 劇場版ウルトラマンX きたぞ!われらのウルトラマン                          | 1,200円 |
| DX  | ゴーグアントラー                   | 劇場版ウルトラマンX きたぞ!われらのウルトラマン                          | 1,200円 |
| DX  | ザイゴーグ                         | 劇場版ウルトラマンX きたぞ!われらのウルトラマン                          | 2,500円 |
| DX  | マガバッサー                       | ウルトラマンオーブ                                                       | 2,000円 |
| DX  | マガグランドキング                 | ウルトラマンオーブ                                                       | 2,000円 |
| DX  | マガジャッパ                       | ウルトラマンオーブ                                                       | 2,000円 |
| DX  | マガパンドン                       | ウルトラマンオーブ                                                       | 2,000円 |
| DX  | マガオロチ                         | ウルトラマンオーブ                                                       | 2,500円 |
| DX  | ギャラクトロン                     | ウルトラマンオーブ                                                       | 4,000円 |
| DX  | ゼッパンドン                       | ウルトラマンオーブ                                                       | 2,000円 |
| DX  | マガタノオロチ                     | ウルトラマンオーブ                                                       | 2,500円 |
| DX  | サデス                             | 劇場版ウルトラマンオーブ 絆の力、おかりします!                           | 1,500円 |
| DX  | デアボリック                       | 劇場版ウルトラマンオーブ 絆の力、おかりします!                           | 2,500円 |
| DX  | ベリュドラ                         | 大怪獣バトル ウルトラ銀河伝説 THE MOVIE                                  | 2,800円 |
| DX  | レイバトス                         | ウルトラファイトオーブ 親子の力、おかりします!                           | 1,500円 |
| DX  | スカルゴモラ                       | ウルトラマンジード                                                       | 2,500円 |
| DX  | サンダーキラー                     | ウルトラマンジード                                                       | 2,500円 |
| DX  | ペダニウムゼットン                 | ウルトラマンジード                                                       | 2,000円 |
| DX  | ゼガン                             | ウルトラマンジード                                                       | 2,500円 |
| DX  | キメラベロス                       | ウルトラマンジード                                                       | 2,500円 |
| DX  | ウルトラマンベリアル アトロシアス  | ウルトラマンジード                                                       | 2,000円 |
| DX  | キングギャラクトロン               | ウルトラマンジード                                                       | 2,500円 |
| DX  | ギルバリス(完全態)                 | 劇場版ウルトラマンジード つなぐぜ!願い!!                                 | 2,500円 |
| DX  | ルーゴサイト                       | ウルトラマンR/B                                                          | 2,500円 |
| DX  | スネークダークネス                 | 劇場版ウルトラマンR/B セレクト!絆のクリスタル                            | 2,500円 |
| DX  | ガタノゾーア                       | ウルトラマンティガ                                                       | 3,000円 |
| DX  | クィーンモネラ                     | ウルトラマンティガ&ウルトラマンダイナ 光の星の戦士たち                   | 3,000円 |
| DX  | キングオブモンス                   | ウルトラマンティガ・ウルトラマンダイナ&ウルトラマンガイア 超時空の大決戦 | 3,000円 |
| DX  | ゾグ(第二形態)                     | ウルトラマンガイア                                                       | 3,000円 |
| DX  | メガロゾーア(第一形態)             | ウルトラマントリガー NEW GENERATION TIGA                                 | 2,800円 |
| DX  | メガロゾーア(第二形態)             | ウルトラマントリガー NEW GENERATION TIGA                                 | 3,500円 |
| DX  | マザースフィアザウルス             | ウルトラマンデッカー                                                     | 3,500円 |
| DX  | デストルドス                       | ウルトラマンZ                                                            | 3,800円 |
| DX  | ゲバルガ                           | ウルトラマンブレーザー                                                   | 3,000円 |
| DX  | ヴァグセクト (大型)                | ウルトラマンオメガ                                                       | 6,000円 |

#### ウルトラ怪獣アドバンス
怪獣の特徴的な能力を可動ギミックで再現する新ソフビシリーズ。全高は15cm前後。
メーカー希望小売価格は以下の通り（すべて税抜）。
| No.  | 商品名                                | 初登場作品             | 価格    |
| ---- | ------------------------------------- | ---------------------- | ------- |
| なし | バザンガ                              | ウルトラマンブレーザー | 1,980円 |
| なし | タガヌラー                            | ウルトラマンブレーザー | 1,980円 |
| なし | ニジカガチ&アースガロン Mod.2ユニット | ウルトラマンブレーザー | 2,980円 |
| なし | ヴァラロン                            | ウルトラマンブレーザー | 3,960円 |
| なし | モノゲロス＆ディゲロス                | ウルトラマンアーク     | 2,500円 |
| なし | ギヴァス                              | ウルトラマンアーク     | 2,500円 |
| なし | グライム                              | ウルトラマンオメガ     | 2,500円 |
| なし | エリ巻恐竜 ジラース                   | ウルトラマン           | 4,800円 |

#### 大怪獣ラッシュ ウルトラフロンティア ギャラクシーハンターズ
データカードダス『大怪獣ラッシュ ウルトラフロンティア』に登場する星人ハンターをラインナップしており、オリジナルのデータカードダスが1枚付属する。それ以外は通常シリーズに準じており、玩具の「ギンガスパーク」などでのウルトライブ遊びも可能。メーカー希望小売価格は税抜600円。
| No.  | 商品名                   |
| ---- | ------------------------ |
| なし | バルタンバトラー・バレル |
| なし | ガッツガンナー・ガルム   |
| なし | マグママスター・マグナ   |
| なし | ノダチザムシャー         |
| なし | メフィラス星人ジェント   |

#### 大怪獣ラッシュ ウルトラフロンティア ギャラクシーモンスターズ
データカードダス『大怪獣ラッシュ ウルトラフロンティア』に登場するプラズマ怪獣をラインナップしており、オリジナルのデータカードダス(デスレ星雲人デフレイム)が1枚付属する。それ以外はウルトラ怪獣DXシリーズに準じており、玩具の「ギンガスパーク」でウルトライブ遊びが出来る。メーカー希望小売価格は税抜1,600円。
| No.  | 商品名       |
| ---- | ------------ |
| なし | アースゴモラ |

#### ウルトラ怪獣X
2015年7月より登場。『ウルトラマンX』に登場する怪獣のソフビ人形に、劇中アイテムであるサイバーカードをセットした派生ブランド。両方とも玩具の「エクスデバイザー」と連動する。また『ウルトラマンX』以前の怪獣はこれまでの連動玩具とも互換性がある。メーカー希望小売価格は税抜650円。
| No. | 商品名             | 初登場作品                                              |
| --- | ------------------ | ------------------------------------------------------- |
| 01  | ファントン星人     | ウルトラマンメビウス                                    |
| 02  | デマーガ           | ウルトラマンX                                           |
| 03  | ザラブ星人         | ウルトラマン                                            |
| 04  | ルディアン         | ウルトラマンX                                           |
| 05  | ホオリンガ         | ウルトラマンX                                           |
| 06  | サイバーゴモラ     | ウルトラマンX                                           |
| 07  | モルド・スペクター | ウルトラマンX                                           |
| 08  | メカゴモラ         | ウルトラ銀河伝説外伝 ウルトラマンゼロVSダークロプスゼロ |
| 09  | ゴメス(S)          | ウルトラギャラクシー大怪獣バトル NEVER ENDING ODYSSEY   |
| 10  | キングゲスラ       | 大決戦!超ウルトラ8兄弟                                  |
| 11  | ピグモン           | ウルトラマン                                            |

#### ウルトラ怪獣オーブ
2016年7月より登場。上記のウルトラ怪獣Xと同様、『ウルトラマンオーブ』と連動したラインナップで構成された派生ブランド。NFCを搭載したデータカードダス対応カード1枚を同梱して、玩具の「オーブリング」と連動する。メーカー希望小売価格は税抜800円。
| No. | 商品名                           | 初登場作品           |
| --- | -------------------------------- | -------------------- |
| 01  | メフィラス星人                   | ウルトラマン         |
| 02  | ホー                             | ウルトラマン80       |
| 03  | グビラ                           | ウルトラマン         |
| 04  | ケルビム                         | ウルトラマンメビウス |
| 05  | ババルウ星人                     | ウルトラマンレオ     |
| 06  | ジャグラス ジャグラー            | ウルトラマンオーブ   |
| 07  | ベムラー(強化)                   | ウルトラマンオーブ   |
| 08  | 戀鬼(紅蓮騎)                     | ウルトラマンオーブ   |
| 09  | ハイパーゼットン デスサイス      | ウルトラマンオーブ   |
| 10  | メトロン星人(ラウンドランチャー) | ウルトラマンオーブ   |

### ウルトラヒーローシリーズ
2013年6月下旬よりリニューアルしたラインナップ。同時期のウルトラ怪獣シリーズと同様に『ウルトラマンギンガ』シリーズなどに登場するスパークドールズの元となっており、ライブサイン貼り付け品は玩具の「ギンガスパーク」「ライブパッド」「ダークスパーク」「ビクトリーランサー」「エクスデバイザー」と連動する。基本的な商品概要は旧ウルトラ怪獣500と同様。
| No.  | 商品名                                            | 初登場作品 |
| ---- | ------------------------------------------------- | --- |
| 01   | ウルトラマン                                      | ウルトラマン |
| 02   | ウルトラセブン                                    | ウルトラセブン |
| 03   | ゾフィー                                          | ウルトラマン |
| 04   | ウルトラマンジャック                              | 帰ってきたウルトラマン |
| 05   | ウルトラマンエース                                | ウルトラマンA |
| 06   | ウルトラマンタロウ                                | ウルトラマンタロウ |
| 07   | ウルトラマンレオ                                  | ウルトラマンレオ |
| 08   | ウルトラマンティガ(マルチタイプ)                  | ウルトラマンティガ |
| 09   | ウルトラマンガイア(V2)                            | ウルトラマンガイア |
| 10   | ウルトラマンアグル(V2)                            | ウルトラマンガイア |
| 11   | ウルトラマンギンガ                                | ウルトラマンギンガ |
| 12   | ジャンナイン                                      | ウルトラマンゼロ外伝 キラーザビートスター |
| 13   | アストラ                                          | ウルトラマンレオ |
| 14   | ウルトラマンダイナ(フラッシュタイプ)              | ウルトラマンダイナ |
| 15   | ウルトラマン80                                    | ウルトラマン80 |
| 16   | ウルトラマンコスモス(ルナモード)                  | ウルトラマンコスモス THE FIRST CONTACT |
| 17   | ウルトラマンネクサス[アンファンス]                | ウルトラマンネクサス |
| 18   | ウルトラマンマックス                              | ウルトラマンマックス |
| 19   | ウルトラマンメビウス                              | ウルトラマンメビウス |
| 20   | ウルトラマンヒカリ                                | ウルトラマンメビウス |
| 21   | ウルトラマンゼロ                                  | 大怪獣バトル ウルトラ銀河伝説 THE MOVIE |
| 22   | ウルトラマンナイス                                | ウルトラマンナイス |
| 23   | ウルトラの父                                      | ウルトラマンA |
| 24   | ウルトラマンキング                                | ウルトラマンレオ |
| 25   | ウルトラマンサーガ                                | ウルトラマンサーガ |
| 26   | ティガダーク(SD)                                  | ウルトラマンティガ THE FINAL ODYSSEY |
| 27   | ウルトラマンダーク(SD)                            | ウルトラマンギンガ |
| 28   | ウルトラマンビクトリー                            | ウルトラマンギンガS |
| 29   | ウルトラマンギンガストリウム                      | ウルトラマンギンガS |
| 30   | ウルトラマンギンガビクトリー                      | 劇場版ウルトラマンギンガS 決戦!ウルトラ10勇士!! |
| 31   | シャイニングウルトラマンゼロ                      | ウルトラゼロファイト |
| 32   | ウルトラマンネクサス(ジュネッス)                  | ウルトラマンネクサス |
| 33   | ウルトラマンコスモス(エクリプスモード)            | ウルトラマンコスモス |
| 34   | ウルトラマンビクトリーナイト                      | ウルトラファイトビクトリー |
| 35   | ウルトラマンエックス                              | ウルトラマンX |
| 36   | ウルトラマンエクシードX                           | ウルトラマンX |
| 37   | グレンファイヤー                                  | ウルトラマンゼロ THE MOVIE 超決戦!ベリアル銀河帝国 |
| 38   | ミラーナイト                                      | ウルトラマンゼロ THE MOVIE 超決戦!ベリアル銀河帝国 |
| 39   | ジャンボット                                      | ウルトラマンゼロ THE MOVIE 超決戦!ベリアル銀河帝国 |
| 40   | ウルトラマンオーブ(ライトニングアタッカー)        | ウルトラマン フュージョンファイト! |
| 41   | ウルトラマンオーブ(エメリウムスラッガー)          | ウルトラマン フュージョンファイト! |
| 42   | ウルトラマンジード プリミティブ                   | ウルトラマンジード |
| 43   | ウルトラマンジード ソリッドバーニング             | ウルトラマンジード |
| 44   | ウルトラマンジード アクロスマッシャー             | ウルトラマンジード |
| 45   | ウルトラマンゼロ ビヨンド                         | ウルトラマンジード |
| 46   | ウルトラマンジード マグニフィセント               | ウルトラマンジード |
| 47   | ウルトラマンジード ロイヤルメガマスター           | ウルトラマンジード |
| 48   | ウルトラマンジード ウルティメイトファイナル       | 劇場版ウルトラマンジード つなぐぜ!願い!! |
| 49   | ウルトラマンオーブ スペシウムゼペリオン           | ウルトラマンオーブ |
| 50   | ウルトラマンオーブ バーンマイト                   | ウルトラマンオーブ |
| 51   | ウルトラマンオーブ ハリケーンスラッシュ           | ウルトラマンオーブ |
| 52   | ウルトラマンオーブ サンダーブレスター             | ウルトラマンオーブ |
| 53   | ウルトラマンオーブ オーブオリジン                 | ウルトラマンオーブ |
| 54   | ウルトラマンロッソ フレイム                       | ウルトラマンR/B |
| 55   | ウルトラマンブル アクア                           | ウルトラマンR/B |
| 56   | ウルトラマンロッソ アクア                         | ウルトラマンR/B |
| 57   | ウルトラマンブル フレイム                         | ウルトラマンR/B |
| 58   | ウルトラマンロッソ ウインド                       | ウルトラマンR/B |
| 59   | ウルトラマンブル ウインド                         | ウルトラマンR/B |
| 60   | ウルトラマンロッソ グランド                       | ウルトラマンR/B |
| 61   | ウルトラマンブル グランド                         | ウルトラマンR/B |
| 62   | ウルトラマンルーブ                                | ウルトラマンR/B |
| 63   | ウルトラウーマングリージョ                        | 劇場版ウルトラマンR/B セレクト!絆のクリスタル |
| 64   | ウルトラマングルーブ                              | 劇場版ウルトラマンR/B セレクト!絆のクリスタル |
| 65   | ウルトラマンタイガ                                | ウルトラマンタイガ |
| 66   | ウルトラマンタイタス                              | ウルトラマンタイガ |
| 67   | ウルトラマンフーマ                                | ウルトラマンタイガ |
| 68   | ウルトラマンタイガ フォトンアース                 | ウルトラマンタイガ |
| 69   | ウルトラマンタイガ トライストリウム               | ウルトラマンタイガ |
| 70   | ウルトラマンレイガ                                | 劇場版ウルトラマンタイガ ニュージェネクライマックス |
| 71   | ウルトラの母(ウルトラウーマンマリー)              | ウルトラマンタロウ |
| 72   | ウルトラマンノア                                  | ULTRA N PROJECT |
| 73   | ウルトラマンベリアル アーリースタイル             | 大怪獣バトル ウルトラ銀河伝説 THE MOVIE |
| 74   | ウルトラマンゼット オリジナル                     | ウルトラマンZ |
| 75   | ウルトラマンゼット アルファエッジ                 | ウルトラマンZ |
| 76   | ウルトラマンゼット ベータスマッシュ               | ウルトラマンZ |
| 77   | ウルトラマンジード ギャラクシーライジング         | ウルトラマンZ |
| 78   | ウルトラマンゼット ガンマフューチャー             | ウルトラマンZ |
| 79   | ウルトラマンゼット デルタライズクロー             | ウルトラマンZ |
| 80   | ウルトラマントリガー マルチタイプ                 | ウルトラマントリガー NEW GENERATION TIGA |
| 81   | ウルトラマントリガー パワータイプ                 | ウルトラマントリガー NEW GENERATION TIGA |
| 82   | ウルトラマントリガー スカイタイプ                 | ウルトラマントリガー NEW GENERATION TIGA |
| 83   | トリガーダーク                                    | ウルトラマントリガー NEW GENERATION TIGA |
| 84   | グリッタートリガーエタニティ                      | ウルトラマントリガー NEW GENERATION TIGA |
| 85   | トリガートゥルース                                | ウルトラマントリガー NEW GENERATION TIGA |
| 86   | ウルトラマンデッカー フラッシュタイプ             | ウルトラマンデッカー |
| 87   | ウルトラマンデッカー ストロングタイプ             | ウルトラマンデッカー |
| 88   | ウルトラマンデッカー ミラクルタイプ               | ウルトラマンデッカー |
| 89   | ウルトラマンデッカー ダイナミックタイプ           | ウルトラマンデッカー |
| 90   | ウルトラマンブレーザー                            | ウルトラマンブレーザー |
| 91   | ウルトラマンブレーザー ファードランアーマー       | ウルトラマンブレーザー |
| 92   | ウルトラマンガイア スーパースプリームヴァージョン | [ 注釈 6 ] |
| 93   | ストロングコロナゼロ                              | ウルトラゼロファイト |
| 94   | ルナミラクルゼロ                                  | ウルトラゼロファイト |
| 95   | ウルティメイトゼロ                                | ウルトラマンゼロ THE MOVIE 超決戦!ベリアル銀河帝国 |
| 96   | ウルトラマン(ULTRAMAN:RISING)                     | ULTRAMAN:RISING |
| 97   | ウルトラマンアーク                                | ウルトラマンアーク |
| 98   | ウルトラマンアーク ソリスアーマー                 | ウルトラマンアーク |
| 99   | ウルトラマンアーク ルーナーアーマー               | ウルトラマンアーク |
| 100  | ウルトラマンアーク ギャラクシーアーマー           | ウルトラマンアーク |
| 101  | ウルトラマンガイア スプリーム・ヴァージョン       | ウルトラマンガイア |
| 102  | テクターギア・ゼロ                                | 大怪獣バトル ウルトラ銀河伝説 THE MOVIE |
| 103  | ウルトラマンリブット                              | ウピンとイピン |
| 104  | ウルトラマンゼット オリジナル ベリアログver.      | ウルトラマンZ |
| 105  | ウルトラマン(Bタイプ)                             | ウルトラマン |
| 106  | ウルトラマンエックス ハイブリッドアーマー         | ウルトラマンX |
| 107  | ウルトラマンオメガ                                | ウルトラマンオメガ |
| 108  | ウルトラマンオメガ レキネスアーマー               | ウルトラマンオメガ |
| 109  | ウルトラマンオメガ トライガロンアーマー           | ウルトラマンオメガ |
| EX   | ウルトラマンゼロ10周年記念セット                  | ウルトラマンゼロ THE MOVIE 超決戦!ベリアル銀河帝国（ウルティメイトゼロ） ウルトラゼロファイト（ストロングコロナゼロおよびルナミラクルゼロ）                                                                                                   |
| EX   | ウルトラマンリブット                              | ウピンとイピン |
| EX   | ウルトラマンジョーニアス                          | ザ☆ウルトラマン |
| EX   | ウルトラマングレート                              | ウルトラマンG |
| EX   | ウルトラマンパワード                              | ウルトラマンパワード |
| EX   | ウルトラマンティガ25周年記念セット                | ウルトラマンティガ |
| EX   | ウルトラマンZ スペシャルソフビセット              | ウルトラマンZ |
| EX   | グリッターティガ                                  | ウルトラマンティガ |
| EX   | アンドロメロス                                    | アンドロメロス |
| EX   | ウルティメイトシャイニングウルトラマンゼロ        | ウルトラギャラクシーファイト 大いなる陰謀 |
| EX   | ウルトラマンレグロス                              | ウルトラギャラクシーファイト 運命の衝突 |
| EX   | ウルトラマンダイナ25周年記念セット                | ウルトラマンダイナ |
| EX   | ウルトラマンアグル スプリーム・ヴァージョン       | ウルトラマンガイア |
| EX   | ウルトラマンゼアス                                | ウルトラマンゼアス |
| EX   | ユリアン                                          | ウルトラマン80 |
| EX   | ウルトラマンスコット                              | ウルトラマンUSA |
| EX   | ウルトラマンチャック                              | ウルトラマンUSA |
| EX   | ウルトラウーマンベス                              | ウルトラマンUSA |
| EX   | ウルトラマンジャスティス スタンダードモード       | ウルトラマンコスモス2 THE BLUE PLANET |
| EX   | ウルトラマンネオス                                | ウルトラマンネオス |
| EX   | ウルトラセブン21                                  | ウルトラマンネオス |
| EX   | ウルトラマンゼノン                                | ウルトラマンマックス |
| EX   | 栄光のニュージェネレーションヒーローズセット1     | 大怪獣バトル ウルトラ銀河伝説THE MOVIE（ウルトラマンゼロ） ウルトラマンギンガ（ウルトラマンギンガ） ウルトラマンギンガS（ウルトラマンビクトリー） ウルトラマンX（ウルトラマンエックス） ウルトラマンジード（ウルトラマンジード プリミティブ） |
| EX   | 栄光のニュージェネレーションヒーローズセット2     | ウルトラマンオーブ（ウルトラマンオーブ オーブオリジン） ウルトラマンR/B（ウルトラマンロッソ フレイムおよびウルトラマンブル アクア） ウルトラマンZ（ウルトラマンゼット オリジナル） ウピンとイピン（ウルトラマンリブット）                     |
| EX   | 栄光のニュージェネレーションヒーローズセット3     | ウルトラマンタイガ（ウルトラマンタイガおよびウルトラマンタイタスおよびウルトラマンフーマ） ウルトラマントリガー NEW GENERATION TIGA（ウルトラマントリガー マルチタイプ） ウルトラマンデッカー（ウルトラマンデッカー フラッシュタイプ）        |
| EX   | ウルトラマンディナス                              | ウルトラマンデッカー最終章 旅立ちの彼方へ… |
| EX   | ウルトラマンガイア(V1)                            | ウルトラマンガイア |
| EX   | ルティオン                                        | ウルトラマンアーク |
| EX   | 闇戦士ギルアーク                                  | ウルトラマンアーク THE MOVIE 超次元大決戦!光と闇のアーク |
| EX   | グレンファイヤー                                  | ウルトラマンゼロ THE MOVIE 超決戦!ベリアル銀河帝国 |
| EX   | ミラーナイト                                      | ウルトラマンゼロ THE MOVIE 超決戦!ベリアル銀河帝国 |
| EX   | ジャンボット                                      | ウルトラマンゼロ THE MOVIE 超決戦!ベリアル銀河帝国 |
| EX   | ジャンナイン                                      | ウルトラマンゼロ外伝 キラーザビートスター |
| なし | ウルトラマンティガ THE FINAL ODYSSEYセット        | ウルトラマンティガ THE FINAL ODYSSEY |

#### ガシャポンウルトラヒーロー500&ウルトラ怪獣500
2015年当時展開していた「ガシャポンカン」を用いてソフビをカプセル自販機にて販売されたシリーズ。1回500円。
派生商品として2016年にはプレミアムバンダイ限定で「ガシャポンウルトラヒーロー500＆ウルトラ怪獣DX ウルトラマンティガ 光と闇の最終決戦セット」が発売された。
| 弾 | 商品名                                     | 初登場作品                                         |
| -- | ------------------------------------------ | -------------------------------------------------- |
| 1  | ウルトラの母                               | ウルトラマンタロウ                                 |
| 1  | ミラーナイト                               | ウルトラマンゼロ THE MOVIE 超決戦!ベリアル銀河帝国 |
| 1  | ケロニア                                   | ウルトラマン                                       |
| 1  | ドロボン                                   | ウルトラマンタロウ                                 |
| 2  | ウルトラマンエックス(ザナディウム光線ver.) | ウルトラマンX                                      |
| 2  | ウルトラマンジョーニアス（アニメver.）     | ザ☆ウルトラマン                                    |
| 2  | バド星人                                   | ウルトラセブン                                     |
| 2  | ゼットン(二代目)                           | 帰ってきたウルトラマン                             |

#### ウルトラヒーローX
2015年7月より登場。TV特撮『ウルトラマンX』に登場するウルトラマンのソフビ人形をラインナップした、ウルトラヒーロー500シリーズの派生商品。玩具の「エクスデバイザー」と連動する。メーカー小売希望価格は税抜650円。
| No. | 商品名                                          | 初登場作品                                      |
| --- | ----------------------------------------------- | ----------------------------------------------- |
| 1   | ウルトラマンエックス                            | ウルトラマンX                                   |
| 2   | ウルトラマンエックス(ゴモラアーマー)            | ウルトラマンX                                   |
| 3   | ウルトラマンエックス(エレキングアーマー)        | ウルトラマンX                                   |
| 4   | ウルトラマンエックス(ベムスターアーマー)        | ウルトラマンX                                   |
| 5   | ウルトラマンエックス(ウルトラマンゼロアーマー)  | ウルトラマンX                                   |
| 6   | ウルトラマンエックス(ゼットンアーマー)          | ウルトラマンX                                   |
| 7   | ウルトラマンエクシードX                         | ウルトラマンX                                   |
| 8   | ウルトラマンエクシードX(ベータスパークアーマー) | 劇場版ウルトラマンX きたぞ!われらのウルトラマン |

#### ウルトラBIGソフビ
2015年12月から登場。ウルトラ怪獣DXのヒーロー版とも言うべきブランド。全高230mmと現行商品の中では最大級のサイズが特徴。価格はいずれも税抜2,000円。
| No.  | 商品名                                   |
| ---- | ---------------------------------------- |
| なし | ウルトラマン                             |
| なし | ウルトラマンティガ                       |
| なし | ウルトラマンエックス                     |
| なし | ウルトラマンゼロ                         |
| なし | ウルトラマンタロウ                       |
| なし | ウルトラマンオーブ(スペシウムゼペリオン) |
| なし | ウルトラマンメビウス                     |
| なし | ウルトラマンギンガ                       |
| なし | ウルトラマンベリアル                     |
| なし | ウルトラマンオーブ(オーブオリジン)       |
| なし | ウルトラセブン                           |
| なし | ウルトラマンレオ                         |
| なし | ウルトラマンコスモス                     |
| なし | ウルトラマンジード プリミティブ          |
| なし | ウルトラマンロッソ フレイム              |
| なし | ウルトラマンブル アクア                  |
| なし | ウルトラマンゼット オリジナル            |
| なし | セブンガー                               |

#### ウルトラヒーローオーブ
2016年7月より登場。ウルトラ怪獣オーブと同様、『ウルトラマンオーブ』に登場するヒーローをフィーチャーしたブランド。後に01から05の5種が通常のウルトラヒーローシリーズに統合。メーカー希望小売価格は税抜600円。
| No. | 商品名                                   | 初登場作品                                     |
| --- | ---------------------------------------- | ---------------------------------------------- |
| 1   | ウルトラマンオーブ(スペシウムゼペリオン) | ウルトラマンオーブ                             |
| 2   | ウルトラマンオーブ(バーンマイト)         | ウルトラマンオーブ                             |
| 3   | ウルトラマンオーブ(ハリケーンスラッシュ) | ウルトラマンオーブ                             |
| 4   | ウルトラマンオーブ(サンダーブレスター)   | ウルトラマンオーブ                             |
| 5   | ウルトラマンオーブ(オーブオリジン)       | ウルトラマンオーブ                             |
| 6   | ウルトラマンオーブ(オーブトリニティ)     | 劇場版ウルトラマンオーブ 絆の力、おかりします! |

## 旧ラインナップ

### ウルトラ怪獣シリーズ

#### 第1期(1983年-2000年)
通常品全140種類。メーカー小売希望価格600円。
| No.  | 商品名                                | 初登場作品                                                               | 補足 |
| ---- | ------------------------------------- | ------------------------------------------------------------------------ | --- |
| 0    | ジラース                              | ウルトラマン                                                             | 「ウルトラバトルゾーン 怪獣大決戦場」に付属していたジラースを単品商品化                                        |
| 1    | バルタン星人                          | ウルトラマン                                                             | 限定品で分身バージョンも有り                                                                                   |
| 2    | レッドキング                          | ウルトラマン                                                             | |
| 3    | ブラックキング                        | 帰ってきたウルトラマン                                                   | |
| 4    | エレキング                            | ウルトラセブン                                                           | |
| 5    | ゴモラ                                | ウルトラマン                                                             | |
| 6    | ゼットン                              | ウルトラマン                                                             | |
| 7    | ベムスター                            | 帰ってきたウルトラマン                                                   | |
| 8    | タイラント                            | ウルトラマンタロウ                                                       | |
| 9    | カネゴン                              | ウルトラQ                                                                | |
| 10   | ガラモン                              | ウルトラQ                                                                | |
| 11   | ヒッポリト星人                        | ウルトラマンA                                                            | |
| 12   | キングジョー                          | ウルトラセブン                                                           | |
| 13   | アントラー                            | ウルトラマン                                                             | |
| 14   | ギエロン星獣                          | ウルトラセブン                                                           | |
| 15   | キーラ                                | ウルトラマン                                                             | |
| 16   | テレスドン                            | ウルトラマン                                                             | |
| 17   | ネロンガ                              | ウルトラマン                                                             | 限定品で透明バージョンも有り                                                                                   |
| 18   | ジェロニモン                          | ウルトラマン                                                             | |
| 19   | ギャンゴ                              | ウルトラマン                                                             | |
| 20   | ベムラー                              | ウルトラマン                                                             | |
| 21   | ガンダー                              | ウルトラセブン                                                           | |
| 22   | シーボーズ                            | ウルトラマン                                                             | |
| 23   | ゴドラ星人                            | ウルトラセブン                                                           | |
| 24   | ミクラス                              | ウルトラセブン                                                           | |
| 25   | メトロン星人                          | ウルトラセブン                                                           | |
| 26   | メフィラス星人                        | ウルトラマン                                                             | |
| 27   | イカルス星人                          | ウルトラセブン                                                           | |
| 28   | ペガッサ星人                          | ウルトラセブン                                                           | |
| 29   | ウインダム                            | ウルトラセブン                                                           | |
| 30   | スカイドン                            | ウルトラマン                                                             | |
| 31   | ドラコ（再生）                        | ウルトラマン                                                             | |
| 32   | グビラ                                | ウルトラマン                                                             | |
| 33   | ナメゴン                              | ウルトラQ                                                                | |
| 34   | ガッツ星人                            | ウルトラセブン                                                           | |
| 35   | ユートム                              | ウルトラセブン                                                           | |
| 36   | ケムラー                              | ウルトラマン                                                             | |
| 37   | ヒドラ                                | ウルトラマン                                                             | |
| 38   | バニラ                                | ウルトラマン                                                             | |
| 39   | サラマンドラ                          | ウルトラマン80                                                           | |
| 40   | ギゴギラー                            | ウルトラマン80                                                           | |
| 41   | タッコング                            | 帰ってきたウルトラマン                                                   | |
| 42   | アストロモンス                        | ウルトラマンタロウ                                                       | |
| 43   | ロン                                  | ウルトラマンレオ                                                         | |
| 44   | サタンビートル                        | ウルトラマンレオ                                                         | |
| 45   | ベロクロン                            | ウルトラマンA                                                            | |
| 46   | アギラ                                | ウルトラセブン                                                           | |
| 47   | ギマイラ                              | ウルトラマン80                                                           | |
| 48   | グドン                                | 帰ってきたウルトラマン                                                   | |
| 49   | ツインテール                          | 帰ってきたウルトラマン                                                   | |
| 50   | ムカデンダー                          | ウルトラマンタロウ                                                       | |
| 51   | バキシム                              | ウルトラマンA                                                            | |
| 52   | エースキラー                          | ウルトラマンA                                                            | |
| 53   | シラリー                              | ウルトラマンG                                                            | 以前は、グレートモンスターシリーズとして発売していた                                                           |
| 54   | ブローズ                              | ウルトラマンG                                                            | 以前は、グレートモンスターシリーズとして発売していた                                                           |
| 55   | キングザウルス三世                    | 帰ってきたウルトラマン                                                   | |
| 56   | テンペラー星人                        | ウルトラマンタロウ                                                       | |
| 57   | シュガロン                            | 帰ってきたウルトラマン                                                   | |
| 58   | 改造パンドン                          | ウルトラセブン                                                           | 2001年のリニューアル版の入れ替えではパンドンとして発売していた                                                 |
| 59   | ダダ                                  | ウルトラマン                                                             | |
| 60   | ゲスラ                                | ウルトラマン                                                             | |
| 61   | アボラス                              | ウルトラマン                                                             | |
| 62   | シーゴラス                            | 帰ってきたウルトラマン                                                   | |
| 63   | キングクラブ                          | ウルトラマンA                                                            | |
| 64   | アリブンタ                            | ウルトラマンA                                                            | |
| 65   | メカバルタン                          | アンドロメロス                                                           | |
| 66   | ガマクジラ                            | ウルトラマン                                                             | |
| 67   | バラバ                                | ウルトラマンA                                                            | |
| 68   | ボーグ星人                            | ウルトラセブン                                                           | |
| 69   | クレージーゴン                        | ウルトラセブン                                                           | |
| 70   | ナース                                | ウルトラセブン                                                           | |
| 71   | 巨大ヤプール                          | ウルトラマンA                                                            | |
| 72   | ドドンゴ                              | ウルトラマン                                                             | |
| 73   | ビラ星人                              | ウルトラセブン                                                           | |
| 74   | ゴーデス（1）                         | ウルトラマンG                                                            | |
| 75   | ゲルカドン                            | ウルトラマンG                                                            | 以前は、グレートモンスターシリーズとして発売していた                                                           |
| 76   | デガンジャ                            | ウルトラマンG                                                            | |
| 77   | マジャバ                              | ウルトラマンG                                                            | 以前は、グレートモンスターシリーズとして発売していた                                                           |
| 78   | プラントバイオス                      | ウルトラマンG                                                            | |
| 79   | コダラー                              | ウルトラマンG                                                            | |
| 80   | ザム星人 パイロットフィルムバージョン | パイロット版ウルトラマンネオス                                           | |
| 81   | ドレンゲラン                          | パイロット版ウルトラマンネオス                                           | |
| 82   | ベンゼン星人                          | ウルトラマンゼアス                                                       | |
| 83   | コッテンポッペ                        | ウルトラマンゼアス                                                       | |
| 84   | ゴルザ                                | ウルトラマンティガ                                                       | |
| 85   | メルバ                                | ウルトラマンティガ                                                       | |
| 86   | ガクマ                                | ウルトラマンティガ                                                       | （β）の方を商品化                                                                                              |
| 87   | キリエロイド                          | ウルトラマンティガ                                                       | |
| 88   | リガトロン                            | ウルトラマンティガ                                                       | |
| 89   | レギュラン星人                        | ウルトラマンティガ                                                       | 『ウルトラマンダイナ』本放送時にリペイント&タグを変更した、 レギュラン星人ヅウォーカァ将軍として発売されていた |
| 90   | エボリュウ                            | ウルトラマンティガ                                                       | |
| 91   | ガゾート                              | ウルトラマンティガ                                                       | |
| 92   | レイロンス                            | ウルトラマンティガ                                                       | |
| 93   | デジタルカネゴン                      | ウルトラマンゼアス2 超人大戦 光と影                                      | |
| 94   | レディベンゼン星人                    | ウルトラマンゼアス2 超人大戦 光と影                                      | |
| 95   | ミラクロン                            | ウルトラマンゼアス2 超人大戦 光と影                                      | |
| 96   | ダークラー                            | ウルトラマンゼアス2 超人大戦 光と影                                      | |
| 97   | ゴブニュ                              | ウルトラマンティガ                                                       | オグマの方を商品化                                                                                             |
| 98   | デバンダデバン                        | ウルトラマンティガ                                                       | |
| 99   | シルバゴン                            | ウルトラマンティガ                                                       | 浅草のウルトラマン倶楽部限定で、 クローンシルバゴンとして発売された                                            |
| 100  | タラバン                              | ウルトラマンティガ                                                       | 子の方を商品化                                                                                                 |
| 101  | スタンデル星人                        | ウルトラマンティガ                                                       | レドルの方を商品化                                                                                             |
| 102  | マグニア                              | ウルトラマンティガ                                                       | |
| 103  | ジョバリエ                            | ウルトラマンティガ                                                       | |
| 104  | キングモーラット                      | ウルトラマンティガ                                                       | |
| 105  | ゴルドラス                            | ウルトラマンティガ                                                       | |
| 106  | ガーディー                            | ウルトラマンティガ                                                       | |
| 107  | ガタノゾーア                          | ウルトラマンティガ                                                       | |
| 108  | ダイゲルン                            | ウルトラマンダイナ                                                       | |
| 109  | バオーン                              | ウルトラマンダイナ                                                       | |
| 110  | モンスアーガー                        | ウルトラマンダイナ                                                       | |
| 111  | ハネジロー                            | ウルトラマンダイナ                                                       | |
| 112  | ガラオン                              | ウルトラマンダイナ                                                       | |
| 113  | ゲランダ                              | ウルトラマンティガ&ウルトラマンダイナ 光の星の戦士たち                   | |
| 114  | デスフェイサー                        | ウルトラマンティガ&ウルトラマンダイナ 光の星の戦士たち                   | |
| 115  | ネオザルス                            | ウルトラマンダイナ                                                       | |
| 116  | シルドロン                            | ウルトラマンダイナ                                                       | 浅草のウルトラマン倶楽部限定で、 クローンシルドロンとして発売された                                            |
| 117  | レイキュバス                          | ウルトラマンダイナ                                                       | |
| 118  | デマゴーグ                            | ウルトラマンダイナ                                                       | |
| 119  | バゾブ                                | ウルトラマンダイナ                                                       | |
| 120  | ネオジオモス                          | ウルトラマンダイナ                                                       | |
| 121  | マウンテンガリバー5号                 | ウルトラマンダイナ                                                       | |
| 122  | ゼルガノイド                          | ウルトラマンダイナ                                                       | |
| 123  | アパテー                              | ウルトラマンガイア                                                       | |
| 124  | ガンQ(コードNo.01)                    | ウルトラマンガイア                                                       | |
| 125  | ミズノエノリュウ                      | ウルトラマンガイア                                                       | |
| 126  | アンチマター                          | ウルトラマンガイア                                                       | |
| 127  | キングオブモンス                      | ウルトラマンティガ・ウルトラマンダイナ&ウルトラマンガイア 超時空の大決戦 | |
| 128  | バジリス                              | ウルトラマンティガ・ウルトラマンダイナ&ウルトラマンガイア 超時空の大決戦 | |
| 129  | スキューラ                            | ウルトラマンティガ・ウルトラマンダイナ&ウルトラマンガイア 超時空の大決戦 | |
| 130  | ゾンネルII                            | ウルトラマンガイア                                                       | 浅草のウルトラマン倶楽部限定で、 ゾンネルIとして発売された                                                     |
| 131  | エンザン(炎山)                        | ウルトラマンガイア                                                       | |
| 132  | ルクーリオン                          | ウルトラマンガイア                                                       | |
| 133  | Xサバーガ                             | ウルトラマンガイア                                                       | |
| 134  | 超パズズ                              | ウルトラマンガイア                                                       | |
| 135  | 超コッヴ                              | ウルトラマンガイア                                                       | |
| 136  | ゾグ（第2形態）                       | ウルトラマンガイア                                                       | |
| 137  | シビトゾイガー                        | ウルトラマンティガ THE FINAL ODYSSEY                                     | |
| 138  | ペギラ                                | ウルトラQ                                                                | |
| 139  | ケムール人                            | ウルトラQ                                                                | |
| 140  | ザゴン星人                            | ウルトラマンナイス                                                       | |
| なし | ブースカ                              | 快獣ブースカ                                                             | |

#### 第2期(2000年-2007年)
2000年にリニューアルされた。通常品全60種類。2004年にはウルトラヒーロー&怪獣シリーズ-ウルトラマンコスモス編-の怪獣側を統合し、コスモスまでの全シリーズのウルトラ怪獣を加えたが、いくつかがレギュラー落ちし、10種類にも減少した。メーカー小売希望価格700円。
| 新No. | 商品名                                | 初登場作品                                                               | 旧No.・補足                                                                          |
| ----- | ------------------------------------- | ------------------------------------------------------------------------ | ------------------------------------------------------------------------------------ |
| 1     | バルタン星人                          | ウルトラマン                                                             | 1 2004年7月に新造形へと変更                                                          |
| 2     | ゼットン                              | ウルトラマン                                                             | 6                                                                                    |
| 3     | エレキング                            | ウルトラセブン                                                           | 4 新造形。                                                                           |
| 4     | レッドキング                          | ウルトラマン                                                             | 2 新造形                                                                             |
| 5     | ブラックキング                        | 帰ってきたウルトラマン                                                   | 3                                                                                    |
| 6     | カネゴン                              | ウルトラQ                                                                | 9                                                                                    |
| 7     | ゼルガノイド                          | ウルトラマンダイナ                                                       | 122                                                                                  |
| 8     | キングオブモンス                      | ウルトラマンティガ・ウルトラマンダイナ&ウルトラマンガイア 超時空の大決戦 | 127                                                                                  |
| 9     | ゴモラ                                | ウルトラマン                                                             | 5 新造形                                                                             |
| 10    | ゴルザ                                | ウルトラマンティガ                                                       | 84                                                                                   |
| 11    | キングジョー                          | ウルトラセブン                                                           | 12                                                                                   |
| 12    | メルバ                                | ウルトラマンティガ                                                       | 85                                                                                   |
| 13    | タイラント                            | ウルトラマンタロウ                                                       | 8                                                                                    |
| 14    | バジリス                              | ウルトラマンティガ・ウルトラマンダイナ&ウルトラマンガイア 超時空の大決戦 | 128                                                                                  |
| 15    | スキューラ                            | ウルトラマンティガ・ウルトラマンダイナ&ウルトラマンガイア 超時空の大決戦 | 129                                                                                  |
| 16    | パワードバルタン星人                  | ウルトラマンパワード                                                     | 新定番 以前は、パワードモンスターシリーズにて発売されていた。                        |
| 17    | ダダ                                  | ウルトラマン                                                             | 59 2004年7月に新造形へと変更                                                         |
| 18    | デスフェイサー                        | ウルトラマンティガ&ウルトラマンダイナ 光の星の戦士たち                   | 114                                                                                  |
| 19    | ゲランダ                              | ウルトラマンティガ&ウルトラマンダイナ 光の星の戦士たち                   | 113                                                                                  |
| 20    | メカバルタン                          | アンドロメロス                                                           | 65                                                                                   |
| 21    | アパテー                              | ウルトラマンガイア                                                       | 123                                                                                  |
| 22    | 超コッヴ                              | ウルトラマンガイア                                                       | 135                                                                                  |
| 23    | ガタノゾーア                          | ウルトラマンティガ                                                       | 107                                                                                  |
| 24    | メトロン星人                          | ウルトラセブン                                                           | 25                                                                                   |
| 25    | エースキラー                          | ウルトラマンA                                                            | 52                                                                                   |
| 26    | タッコング                            | 帰ってきたウルトラマン                                                   | 41                                                                                   |
| 27    | ガラオン                              | ウルトラマンダイナ                                                       | 112                                                                                  |
| 28    | ガラモン                              | ウルトラQ                                                                | 10                                                                                   |
| 29    | ガゾート                              | ウルトラマンティガ                                                       | 91                                                                                   |
| 30    | ヒッポリト星人                        | ウルトラマンA                                                            | 11                                                                                   |
| 31    | バルタン星人(ベーシカルバージョン)    | ウルトラマンコスモス THE FIRST CONTACT                                   | タグの変更 2004年7月にネオジオモスと入れ替え                                         |
| 32    | アントラー                            | ウルトラマン                                                             | 13                                                                                   |
| 33    | ゴルドラス                            | ウルトラマンティガ                                                       | 105                                                                                  |
| 34    | ミズノエノリュウ                      | ウルトラマンガイア                                                       | 125                                                                                  |
| 35    | ギギ                                  | ウルトラマンコスモス                                                     | タグの変更 2004年7月にガッツ星人と入れ替え                                           |
| 36    | モンスアーガー                        | ウルトラマンダイナ                                                       | 110                                                                                  |
| 37    | リドリアス                            | ウルトラマンコスモス                                                     | タグの変更 2004年7月にシルバゴンと入れ替え                                           |
| 38    | ベムスター                            | 帰ってきたウルトラマン                                                   | 7                                                                                    |
| 39    | メフィラス星人                        | ウルトラマン                                                             | 26                                                                                   |
| 40    | ベムラー                              | ウルトラマン                                                             | 20                                                                                   |
| 41    | ナース                                | ウルトラセブン                                                           | 70                                                                                   |
| 42    | サタンビートル                        | ウルトラマンレオ                                                         | 新64番から移動 2004年7月にレイキュバスと入れ替え                                     |
| 43    | グドン                                | 帰ってきたウルトラマン                                                   | 48                                                                                   |
| 44    | ゾグ（第2形態）                       | ウルトラマンガイア                                                       | 136                                                                                  |
| 45    | キリエロイド                          | ウルトラマンティガ                                                       | 87                                                                                   |
| 46    | シーボーズ                            | ウルトラマン                                                             | 22                                                                                   |
| 47    | ザム星人 パイロットフィルムバージョン | パイロット版ウルトラマンネオス                                           | 80                                                                                   |
| 48    | ネオザルス                            | ウルトラマンダイナ                                                       | 115                                                                                  |
| 49    | ガンQ(コードNo.01)                    | ウルトラマンガイア                                                       | 125                                                                                  |
| 50    | カイザードビシ                        | ウルトラマンガイア                                                       | 新63番から移動 2004年7月にレギュラン星人と入れ替え                                   |
| 51    | ネロンガ                              | ウルトラマン                                                             | 17                                                                                   |
| 52    | クレージーゴン                        | ウルトラセブン                                                           | 69                                                                                   |
| 53    | ツインテール                          | 帰ってきたウルトラマン                                                   | 49                                                                                   |
| 54    | アストロモンス                        | ウルトラマンタロウ                                                       | 42                                                                                   |
| 55    | マグマ星人                            | ウルトラマンレオ                                                         | 新造形 2003年6月にゴメスと入れ替え 2001年6月にダイゲルンと入れ替え                   |
| 56    | ウー                                  | ウルトラマン                                                             | 新造形 2002年6月にゾンネルと入れ替え                                                 |
| 57    | テレスドン                            | ウルトラマン                                                             | 16                                                                                   |
| 58    | タラバン(子)                          | ウルトラマンティガ                                                       | 100                                                                                  |
| 59    | 恐竜戦車                              | ウルトラセブン                                                           | 新造形 2002年6月にイカルス星人と入れ替え                                             |
| 60    | ペスター                              | ウルトラマン                                                             | 新67番から移動 2004年7月にザラブ星人と入れ替え 2001年6月にミクラスと入れ替え         |
| 61    | ゴブニュ（オグマ）                    | ウルトラマンティガ                                                       | 97 2004年7月に生産終了                                                               |
| 62    | 巨大ヤプール                          | ウルトラマンA                                                            | 71 2004年7月に生産終了 2001年6月にバキシムと入れ替え                                 |
| 63    | カイザードビシ                        | ウルトラマンガイア                                                       | 新造形 2004年7月に新50番へと移動 2002年6月にベンゼン星人と入れ替え                   |
| 64    | サタンビートル                        | ウルトラマンレオ                                                         | 44 2004年7月に新42番へと移動                                                         |
| 65    | ジャミラ                              | ウルトラマン                                                             | 新定番（EXからの昇格） 2004年7月に生産終了 2002年6月にギマイラと入れ替え             |
| 66    | ゴーデスI                             | ウルトラマンG                                                            | 74 2004年7月に生産終了                                                               |
| 67    | ペスター                              | ウルトラマン                                                             | 新定番（EXからの昇格） 2004年7月に新60番へと移動 2003年6月にシビトゾイガーと入れ替え |
| 68    | パンドン                              | ウルトラセブン                                                           | 新造形 2004年7月に生産終了 2001年6月にペギラと入れ替え                               |
| 69    | テンペラー星人                        | ウルトラマンタロウ                                                       | 56 2004年7月に生産終了 2001年6月にケムール人と入れ替え                               |
| 70    | ザゴン星人                            | ウルトラマンナイス                                                       | 140 2004年7月に生産終了                                                              |
| EX    | バルタン星人（二代目）                | ウルトラマン                                                             | 新造形                                                                               |
| EX    | バルタン                              | ウルトラファイト                                                         | 新造形                                                                               |
| EX    | バルタン星人Jr.                       | 帰ってきたウルトラマン                                                   | 新造形                                                                               |
| EX    | バルタン星人（五代目）                | ウルトラマン80                                                           | 新造形                                                                               |
| EX    | カオスダークネス                      | ウルトラマンコスモス                                                     | [ 注釈 19 ]                                                                          |

#### 第3期(2007年-2013年)
2007年6月からアーケードゲーム『大怪獣バトル ULTRA MONSTERS』対応のカード付き（初回生産分のみ）でシリーズリニューアルされた。番号も1から仕切り直しとなり、最終的に60種類が最新定番シリーズとなった。また、2012年7月から一部商品が定番落ちし、代わりのキャラクターが定番入りする、という入れ替えが行われるようになった。フィギュアのカラーリングも、旧シリーズに比べてより原作に忠実な彩色がされている。メーカー希望小売価格は840円（税込み）。2013年夏ごろを以て生産終了。
| 新No. | 商品名                           | 初登場作品                                                               | 旧No.・補足                                                   |
| ----- | -------------------------------- | ------------------------------------------------------------------------ | ------------------------------------------------------------- |
| 1     | バルタン星人                     | ウルトラマン                                                             | 1                                                             |
| 2     | ゴモラ                           | ウルトラマン                                                             | 9                                                             |
| 3     | ゴルザ                           | ウルトラマンティガ                                                       | 10                                                            |
| 4     | ガラモン                         | ウルトラQ                                                                | 28                                                            |
| 5     | ガンQ                            | ウルトラマンガイア                                                       | 49                                                            |
| 6     | レイキュバス                     | ウルトラマンダイナ                                                       | 新定番（旧42）                                                |
| 7     | メフィラス星人                   | ウルトラマン                                                             | 39                                                            |
| 8     | ジェロニモン                     | ウルトラマン                                                             | 新造形（旧・旧18）                                            |
| 9     | 超コッヴ                         | ウルトラマンガイア                                                       | 22                                                            |
| 10    | ツインテール                     | 帰ってきたウルトラマン                                                   | 53                                                            |
| 11    | レッドキング                     | ウルトラマン                                                             | 4                                                             |
| 12    | グドン                           | 帰ってきたウルトラマン                                                   | 43                                                            |
| 13    | モンスアーガー                   | ウルトラマンダイナ                                                       | 36                                                            |
| 14    | ダダ                             | ウルトラマン                                                             | 17                                                            |
| 15    | サタンビートル                   | ウルトラマンレオ                                                         | 42                                                            |
| 16    | キングジョー                     | ウルトラセブン                                                           | 11                                                            |
| 17    | バキシム                         | ウルトラマンA                                                            | 新定番（旧62）                                                |
| 18    | ウルトラマンベリアル             | 大怪獣バトル ウルトラ銀河伝説 THE MOVIE                                  | 新定番（EXからの昇格） 2012年7月にキリエロイドと入れ替え      |
| 19    | グビラ                           | ウルトラマン                                                             | 新定番（EXからの昇格） 2012年10月にヒッポリト星人と入れ替え   |
| 20    | アーストロン                     | 帰ってきたウルトラマン                                                   | 新造形 2012年10月にテンペラー星人と入れ替え                   |
| 21    | ゼットン                         | ウルトラマン                                                             | 2                                                             |
| 22    | ベムラー                         | ウルトラマン                                                             | 40                                                            |
| 23    | ベムスター                       | 帰ってきたウルトラマン                                                   | 38                                                            |
| 24    | ブラックキング                   | 帰ってきたウルトラマン                                                   | 5                                                             |
| 25    | ナックル星人                     | 帰ってきたウルトラマン                                                   | [ 注釈 21 ]                                                   |
| 26    | エースキラー                     | ウルトラマンA                                                            | 25                                                            |
| 27    | タイラント                       | ウルトラマンタロウ                                                       | 13                                                            |
| 28    | マグマ星人                       | ウルトラマンレオ                                                         | 55                                                            |
| 29    | パワードバルタン星人             | ウルトラマンパワード                                                     | 16                                                            |
| 30    | EXゴモラ                         | 大怪獣バトル ULTRA MONSTERS                                              | 新造形                                                        |
| 31    | エレキング                       | ウルトラセブン                                                           | 3                                                             |
| 32    | ネロンガ                         | ウルトラマン                                                             | 51                                                            |
| 33    | メルバ                           | ウルトラマンティガ                                                       | 12                                                            |
| 34    | ガタノゾーア                     | ウルトラマンティガ                                                       | 23                                                            |
| 35    | ゲランダ                         | ウルトラマンティガ&ウルトラマンダイナ 光の星の戦士たち                   | 19                                                            |
| 36    | スキューラ                       | ウルトラマンティガ・ウルトラマンダイナ&ウルトラマンガイア 超時空の大決戦 | 15                                                            |
| 37    | バルタン星人（ベーシカル）       | ウルトラマンコスモス THE FIRST CONTACT                                   | 31                                                            |
| 38    | ギギ                             | ウルトラマンコスモス                                                     | 35                                                            |
| 39    | ハイパーゼットン                 | ウルトラマンサーガ                                                       | 新定番（EXからの昇格） 羽なし仕様 2012年7月にワロガと入れ替え |
| 40    | カオスダークネス                 | ウルトラマンコスモス                                                     | EX                                                            |
| 41    | カネゴン                         | ウルトラQ                                                                | 6                                                             |
| 42    | ウインダム                       | ウルトラセブン                                                           | 新定番（旧・旧29）                                            |
| 43    | 恐竜戦車                         | ウルトラセブン                                                           | 59                                                            |
| 44    | ナース                           | ウルトラセブン                                                           | 41                                                            |
| 45    | ババルウ星人                     | ウルトラマンレオ                                                         | 新造形                                                        |
| 46    | メカバルタン                     | アンドロメロス                                                           | 20                                                            |
| 47    | デスフェイサー                   | ウルトラマンティガ&ウルトラマンダイナ 光の星の戦士たち                   | 18                                                            |
| 48    | ミズノエノリュウ                 | ウルトラマンガイア                                                       | 34                                                            |
| 49    | キングオブモンス                 | ウルトラマンティガ・ウルトラマンダイナ&ウルトラマンガイア 超時空の大決戦 | 8                                                             |
| 50    | バジリス                         | ウルトラマンティガ・ウルトラマンダイナ&ウルトラマンガイア 超時空の大決戦 | 14                                                            |
| 51    | EXレッドキング                   | 大怪獣バトル ULTRA MONSTERS                                              | 新造形                                                        |
| 52    | ザムシャー                       | ウルトラマンメビウス                                                     | [ 注釈 21 ] [ 注釈 23 ]                                       |
| 53    | リトラ（S） ファイヤーリトラVer. | ウルトラギャラクシー大怪獣バトル                                         | 新造形                                                        |
| 54    | アーマードダークネス             | ウルトラマンメビウス外伝 アーマードダークネス                            | 新造形                                                        |
| 55    | インペライザー                   | ウルトラマンメビウス                                                     | 新造形                                                        |
| 56    | アントラー                       | ウルトラギャラクシー大怪獣バトル NEVER ENDING ODYSSEY                    | 32                                                            |
| 57    | ベロクロン                       | ウルトラマンA                                                            | 新定番（旧・旧45）                                            |
| 58    | 巨大ヤプール                     | ウルトラマンA                                                            | 新定番（旧62）                                                |
| 59    | エンペラ星人                     | ウルトラマンメビウス                                                     | [ 注釈 21 ]                                                   |
| 60    | キングジョーブラック             | ウルトラギャラクシー大怪獣バトル NEVER ENDING ODYSSEY                    | 新定番（EXからの昇格） 右腕のみ新造形                         |

#### ウルトラ怪獣シリーズEX
第3期定番の60種類とは別枠で、基本的に月一回のペースで発売された。ただし、一部の商品にはカードは付かない。メーカー希望小売価格は840円（税込み）。
| No. | 商品名                                                                     | 初登場作品                                              | 補足                                                                            |
| --- | -------------------------------------------------------------------------- | ------------------------------------------------------- | ------------------------------------------------------------------------------- |
| EX  | レイモン                                                                   | ウルトラギャラクシー大怪獣バトル                        | 新造形                                                                          |
| EX  | アークボガール                                                             | ウルトラマンメビウス外伝 超銀河大戦                     | （一部新造形）                                                                  |
| EX  | エレキング（MAXチャージVer.）                                              | ウルトラギャラクシー大怪獣バトル                        | 新No.31のクリアイエローラメ版                                                   |
| EX  | テレスドン                                                                 | ウルトラマン                                            | 57                                                                              |
| EX  | ザラブ星人                                                                 | ウルトラマン                                            | 旧No.60の右腕のみ新造形（カード付き）                                           |
| EX  | カブトザキラー                                                             | 大怪獣バトル ULTRA MONSTERS                             | 新造形（カード付き）                                                            |
| EX  | メトロン星人                                                               | ウルトラセブン                                          | 24（カード付き）                                                                |
| EX  | ゴモラ レイオニックバースト                                                | ウルトラギャラクシー大怪獣バトル NEVER ENDING ODYSSEY   | 限定セット品の彩色変更（カード付き）                                            |
| EX  | アーマードメフィラス メフィラスブレードVer.                                | ウルトラギャラクシー大怪獣バトル NEVER ENDING ODYSSEY   | 新造形（カード付き）                                                            |
| EX  | ウルトラギャラクシー大怪獣バトル ネバー エンディング オデッセイ タイラント | ウルトラギャラクシー大怪獣バトル NEVER ENDING ODYSSEY   | 新造形（カード付き）                                                            |
| EX  | EXゼットン                                                                 | 大怪獣バトル ULTRA MONSTERS NEO                         | 新造形（カード付き）                                                            |
| EX  | レイモン バーストモード                                                    | ウルトラギャラクシー大怪獣バトル NEVER ENDING ODYSSEY   | 彩色変更（カード付き）                                                          |
| EX  | ミクラス                                                                   | ウルトラセブン                                          | 旧No.60の彩色リニューアル（カード付き）                                         |
| EX  | にせウルトラマン                                                           | ウルトラギャラクシー大怪獣バトル NEVER ENDING ODYSSEY   | 彩色リニューアル（カード付き）                                                  |
| EX  | グローザム                                                                 | ウルトラマンメビウス                                    | 新造形（カード付き）                                                            |
| EX  | デスレム                                                                   | ウルトラマンメビウス                                    | 新造形（カード付き）                                                            |
| EX  | ジャミラ                                                                   | ウルトラマン                                            | 旧No.65の彩色リニューアル（カード付き）                                         |
| EX  | メカザム                                                                   | ウルトラマンメビウス外伝 ゴーストリバース               | 新造形（カード付き）                                                            |
| EX  | バキシマム                                                                 | 大怪獣バトル ULTRA MONSTERS NEO                         | 新造形（カード付き）                                                            |
| EX  | アーマードグローザム                                                       | 大怪獣バトル ULTRA MONSTERS NEO                         | 新造形（カード付き）                                                            |
| EX  | グランドキング                                                             | ウルトラマン物語                                        | 彩色リニューアル（カード付き）                                                  |
| EX  | アギラ                                                                     | 大怪獣バトル ウルトラ銀河伝説 THE MOVIE                 | 旧・旧48（カード付き）                                                          |
| EX  | サラマンドラ                                                               | 大怪獣バトル ウルトラ銀河伝説 THE MOVIE                 | 限定セット品の彩色リニューアル（カード付き）                                    |
| EX  | キール星人グランデ                                                         | ウルトラギャラクシー大怪獣バトル NEVER ENDING ODYSSEY   | 新造形（カード付き）                                                            |
| EX  | レイブラッド星人                                                           | ウルトラギャラクシー大怪獣バトル                        | 新造形（カード付き）                                                            |
| EX  | ダークザギ                                                                 | ULTRA N PROJECT                                         | 彩色リニューアル（カード付き）                                                  |
| EX  | バードン                                                                   | ウルトラマンタロウ                                      | 彩色リニューアル（カード付き）                                                  |
| EX  | EXゼットン                                                                 | ウルトラマンメビウス外伝 ゴーストリバース               | 彩色リニューアル（カード付き）                                                  |
| EX  | イーヴィルティガ                                                           | ウルトラマンティガ                                      | 彩色リニューアル（カード付き）                                                  |
| EX  | ウルトラマンベリアル ギガバトルナイザーVer                                 | 大怪獣バトル ウルトラ銀河伝説 THE MOVIE                 | 両腕のみ新造形（カード・ギガバトルナイザー付き）                                |
| EX  | ダークロプスゼロ                                                           | ウルトラマンゼロ（DVD・雑誌展開）                       | 一部新造形                                                                      |
| EX  | アンドロ・ザ・キラーメカバルタン                                           | 怪獣パワーアップアイデアコンテストグランプリ作品        | 新造形（カード付き）                                                            |
| EX  | メカゴモラ                                                                 | ウルトラ銀河伝説外伝 ウルトラマンゼロVSダークロプスゼロ | 新造形（カード付き）                                                            |
| EX  | カイザーベリアル                                                           | ウルトラマンゼロ THE MOVIE 超決戦!ベリアル銀河帝国      | 新造形（カード付き））                                                          |
| EX  | アイアロン                                                                 | ウルトラマンゼロ THE MOVIE 超決戦!ベリアル銀河帝国      | 新造形                                                                          |
| EX  | ダークゴーネ                                                               | ウルトラマンゼロ THE MOVIE 超決戦!ベリアル銀河帝国      | 新造形                                                                          |
| EX  | レギオノイド                                                               | ウルトラマンゼロ THE MOVIE 超決戦!ベリアル銀河帝国      | 新造形                                                                          |
| EX  | アークベリアル                                                             | ウルトラマンゼロ THE MOVIE 超決戦!ベリアル銀河帝国      | 新造形                                                                          |
| EX  | スーパーヒッポリト星人                                                     | 大決戦!超ウルトラ8兄弟                                  | 彩色リニューアル（カード付き）                                                  |
| EX  | ケムール人                                                                 | ウルトラQ                                               | 旧No.69の彩色リニューアル（カード付き）                                         |
| EX  | ディノゾール                                                               | ウルトラマンメビウス                                    | 彩色リニューアル                                                                |
| EX  | ナツノメリュウ                                                             | ウルトラマンマックス                                    | 彩色リニューアル                                                                |
| EX  | ガルベロス                                                                 | ウルトラマンネクサス                                    | 彩色リニューアル                                                                |
| EX  | ネオバルタン                                                               | ウルトラマンコスモス THE FIRST CONTACT                  | セット品の彩色リニューアル                                                      |
| EX  | カイザードビシ                                                             | ウルトラマンガイア                                      | 旧No.50の彩色リニューアル                                                       |
| EX  | レギオノイドβ                                                              | ウルトラマンゼロ THE MOVIE 超決戦!ベリアル銀河帝国      | 一部新規造形、ウルトラヒーローシリーズSPミラーナイトレッドアイズVerとのセット品 |
| EX  | リドリアス                                                                 | ウルトラマンコスモス                                    | 旧No.37の彩色リニューアル                                                       |
| EX  | メカゴモラ                                                                 | ウルトラ銀河伝説外伝 ウルトラマンゼロvsダークロプスゼロ | 彩色リニューアル                                                                |
| EX  | カオスヘッダーイブリース                                                   | ウルトラマンコスモス                                    | 彩色リニューアル                                                                |
| EX  | ウルトラマンベリアル アーリースタイル                                      | 大怪獣バトル ウルトラ銀河伝説 THE MOVIE                 | 新造形                                                                          |
| EX  | キリエロイドII                                                             | ウルトラマンティガ                                      | 新造形                                                                          |
| EX  | ファイヤーゼットン                                                         | 怪獣パワーアップアイデアコンテストグランプリ作品        | 新造形                                                                          |
| EX  | マウンテンガリバー5号                                                      | ウルトラマンダイナ                                      | 旧・旧No.121の彩色リニューアル                                                  |
| EX  | ネオジオモス                                                               | ウルトラマンダイナ                                      | 旧No.31の彩色リニューアル                                                       |
| EX  | ハイパーゼットン                                                           | ウルトラマンサーガ                                      | 新造形、2011年12月先行販売、2012年2月通常販売                                   |
| EX  | イフ第4形態                                                                | ウルトラマンマックス                                    | 彩色リニューアル                                                                |
| EX  | ミクラス                                                                   | ウルトラセブン                                          | 彩色リニューアル                                                                |
| EX  | アパテー                                                                   | ウルトラマンガイア                                      | 旧No.21の彩色リニューアル                                                       |
| EX  | グビラ                                                                     | ウルトラマンサーガ                                      | 新造形                                                                          |
| EX  | バット星人                                                                 | ウルトラマンサーガ                                      | 新造形                                                                          |
| EX  | ハイパーゼットン ギガント&イマーゴセット                                   | ウルトラマンサーガ                                      | 新造形                                                                          |
| EX  | ゼルガノイド                                                               | ウルトラマンダイナ                                      | 旧No.7の彩色リニューアル                                                        |
| EX  | スラン星人                                                                 | ウルトラマンマックス                                    | 限定セット品の彩色リニューアル                                                  |
| EX  | ボガール                                                                   | ウルトラマンメビウス                                    | 彩色リニューアル                                                                |
| EX  | メトロン星人                                                               | ウルトラセブン ウルトラマンマックス                     | 彩色リニューアル                                                                |
| EX  | タイラント                                                                 | ウルトラゼロファイト 第二部                             | 彩色リニューアル                                                                |
| EX  | カイザーダークネス                                                         | ウルトラゼロファイト 第二部                             | 新造形                                                                          |

#### グレートモンスターシリーズ
OV『ウルトラマンG』に登場する怪獣 の ソフビ人形。定価2200円。元々は海外で発売されていた
| 商品名               |
| -------------------- |
| ウルトラマングレート |
| ブローズ             |
| ギガザウルス         |
| ゲルカドン           |
| バランガス           |
| マジャバ             |
| シラリー             |

#### パワードモンスターシリーズ
OV『ウルトラマンパワード』に登場する怪獣のソフビ人形。基本的に定価は600円だが、一部怪獣は1200円で販売された。
| 商品名               | 価格   |
| -------------------- | ------ |
| パワードバルタン星人 | 600円  |
| パワードケムラー     | 1200円 |
| パワードレッドキング | 1200円 |
| パワードチャンドラー | 1200円 |
| パワードピグモン     | 600円  |
| パワードテレスドン   | 1200円 |
| パワードガボラ       | 1200円 |
| パワードアボラス     | 1200円 |
| パワードバニラ       | 1200円 |
| パワードジャミラ     | 600円  |
| パワードザンボラー   | 1200円 |
| パワードダダ         | 600円  |
| パワードペスター     | 1200円 |
| パワードゴモラ       | 1200円 |
| パワードドラコ       | 1200円 |
| パワードゼットン     | 1200円 |
| サイコバルタン星人   | 1200円 |

#### ウルトラ怪獣シリーズN（ネクサス）
TV特撮『ウルトラマンネクサス』に登場するスペースビーストのソフビ人形。メーカー希望小売価格は735円（税込み）。
| No. | 商品名                 |
| --- | ---------------------- |
| 1   | ペドレオン（グロース） |
| 2   | ガルベロス             |
| 3   | ラフレイア             |
| 4   | ノスフェル             |
| 5   | ゴルゴレム             |
| 6   | クトゥーラ             |

#### ウルトラ怪獣シリーズ2005
TV特撮『ウルトラマンマックス』に登場する怪獣のソフビ人形。メーカー希望小売価格は735円（税込み）。
| No.  | 商品名                                 |
| ---- | -------------------------------------- |
| 1    | グランゴン                             |
| 2    | ラゴラス                               |
| 3    | エレキング2005                         |
| 4    | ピグモン2005                           |
| 5    | アントラー2005                         |
| 6    | ケサム                                 |
| 7    | ナツノメリュウ                         |
| 8    | イフ（第四形態）                       |
| 9    | ゴモラ2005                             |
| 10   | メトロン星人2005                       |
| SP   | ピグモン2005（石像Ver.）               |
| なし | スラン星人&イフ“少女の涙”VERSIONセット |

#### ウルトラ怪獣シリーズ2006
TV特撮『ウルトラマンメビウス』および劇場映画『ウルトラマンメビウス&ウルトラ兄弟』に登場する怪獣のソフビ人形。メーカー希望小売価格は735円（税込み）。
| No.   | 商品名                                                                  |
| ----- | ----------------------------------------------------------------------- |
| 01    | ディノゾール                                                            |
| 02    | グドン                                                                  |
| 03    | ミクラス                                                                |
| 04    | バードン                                                                |
| 05    | ボガール                                                                |
| 06    | サドラ                                                                  |
| 07    | ウインダム                                                              |
| 08    | ザムシャー                                                              |
| 09    | ケルビム                                                                |
| 10    | ファイヤーウインダム                                                    |
| 11    | ベロクロン                                                              |
| 12    | バキシム                                                                |
| 13    | 巨大ヤプール                                                            |
| FINAL | エンペラ星人                                                            |
| SP    | ザラブ星人                                                              |
| SP    | ガッツ星人                                                              |
| SP    | ナックル星人                                                            |
| SP    | テンペラー星人                                                          |
| SP    | Uキラーザウルス                                                         |
| SP    | ミクラス（リアライズVer.）                                              |
| SP    | サドラ（重層ベローズピンチVer.）                                        |
| SP    | ガッツ星人&ナックル星人 HMV限定 CLEAR VERSION                           |
| なし  | マグマ星人BR（ブラザーレッド）                                          |
| なし  | サラマンドラ2006&ミクラス2006（エレクトリック・インビジブルVer.）セット |
| FINAL | エンペラ星人（降臨Ver.）                                                |

#### ウルトラ怪獣シリーズ2008 MOVIE
劇場映画『大決戦!超ウルトラ8兄弟』に登場する怪獣のソフビ人形。ギガキマイラを除く5種類には『大怪獣バトル ウルトラモンスターズ NEO』のカード（スーパーヒッポリト星人のみ怪獣カード、それ以外の4種類は技カード）付き。メーカー希望小売価格は840円（税込み）。
| No.  | 商品名                 |
| ---- | ---------------------- |
| なし | スーパーヒッポリト星人 |
| なし | キングゲスラ           |
| なし | キングパンドン         |
| なし | キングシルバゴン       |
| なし | キングゴルドラス       |
| なし | ギガキマイラ           |

#### ウルトラ怪獣シリーズ2009 MOVIE
劇場映画『大怪獣バトル ウルトラ銀河伝説 THE MOVIE』に登場する怪獣のソフビ人形。ウルトラマンベリアルには『大怪獣バトルウルトラモンスターズ NEO』のカード付き。ベリュドラを除くメーカー希望小売価格は840円（税込み）。
| No.  | 商品名               |
| ---- | -------------------- |
| なし | ウルトラマンベリアル |
| なし | ベリュドラ           |

### ウルトラヒーローシリーズ

#### 第1期(1983年-2000年)
通常品全36種類。
| No.                  | 商品名                                            | 初登場作品                          | 補足 |
| -------------------- | ------------------------------------------------- | ----------------------------------- | --- |
| 01                   | ウルトラマン                                      | ウルトラマン                        | |
| 02                   | ウルトラセブン                                    | ウルトラセブン                      | |
| 03                   | 帰ってきたウルトラマン                            | 帰ってきたウルトラマン              | ブレスレットなし |
| 04                   | ウルトラマンA                                     | ウルトラマンA                       | |
| 05                   | ゾフィー                                          | ウルトラマン                        | |
| 06                   | ウルトラマンタロウ                                | ウルトラマンタロウ                  | ブレスレットは初期型 |
| 07                   | ウルトラマンレオ                                  | ウルトラマンレオ                    | アームブレスレットなし |
| 08                   | ウルトラの父                                      | ウルトラマンA                       | |
| 09                   | ウルトラの母                                      | ウルトラマンタロウ                  | |
| 10                   | アストラ                                          | ウルトラマンレオ                    | 2000年のリニューアルでは、リペイントのみ施され､2002年の新造型のイーヴィルティガとの交代で一時絶版。その後、2004年に40番で金型も新造型となり、再発売。 |
| 11                   | ウルトラマンキング                                | ウルトラマンレオ                    | |
| 12                   | ザ☆ウルトラマン                                   | ザ☆ウルトラマン                     | 2000年のリニューアルで消滅。 |
| 13                   | ウルトラマン80                                    | ウルトラマン80                      | |
| 14                   | ウルトラマンG                                     | ウルトラマンG                       | |
| 15                   | ユリアン                                          | ウルトラマン80                      | 2000年のリニューアルで消滅 |
| 16                   | ウルトラマンスコット                              | ウルトラマンUSA                     | 2000年のリニューアルで消滅 |
| 17                   | ウルトラマンチャック                              | ウルトラマンUSA                     | 2000年のリニューアルで消滅 |
| 18                   | ウルトラウーマンベス                              | ウルトラマンUSA                     | ベスの名前はつかない。 2000年のリニューアルで消滅。                                                                                                   |
| 19                   | ウルトラマンパワード                              | ウルトラマンパワード                | |
| 20                   | ウルトラマンネオス (パイロットフィルムバージョン) | パイロット版ウルトラマンネオス      | |
| 21                   | ウルトラセブン21 (パイロットフィルムバージョン)   | パイロット版ウルトラマンネオス      | |
| 22                   | ウルトラマンゼアス                                | ウルトラマンゼアス                  | |
| 23                   | ウルトラマンティガ (マルチタイプ)                 | ウルトラマンティガ                  | |
| 24                   | ウルトラマンティガ (スカイタイプ)                 | ウルトラマンティガ                  | |
| 25                   | ウルトラマンティガ (パワータイプ)                 | ウルトラマンティガ                  | |
| 26                   | ウルトラマンシャドー                              | ウルトラマンゼアス2 超人大戦 光と影 | |
| 27                   | ウルトラマンダイナ (フラッシュタイプ)             | ウルトラマンダイナ                  | |
| 28                   | ウルトラマンダイナ (ミラクルタイプ)               | ウルトラマンダイナ                  | |
| 29                   | ウルトラマンダイナ (ストロングタイプ)             | ウルトラマンダイナ                  | |
| 30                   | ウルトラマンガイア                                | ウルトラマンガイア                  | 2000年のリニューアルで消滅したが、2002年にEXナンバーで、塗装の一部を変更しニセウルトラマンガイアとして再発売。                                        |
| 31                   | ウルトラマンアグル                                | ウルトラマンガイア                  | |
| 32                   | ウルトラマンガイアV2                              | ウルトラマンガイア                  | 30番のV1と同じ金型だが、プロテクターが黒くなっている。                                                                                                |
| 33                   | ウルトラマンガイア (スプリームヴァージョン)       | ウルトラマンガイア                  | |
| 34                   | ウルトラマンアグルV2                              | ウルトラマンガイア                  | |
| 35                   | ウルトラマンナイス                                | ウルトラマンナイス                  | |
| 36                   | グリッターティガ                                  | ウルトラマンティガ                  | ティガ最終回放映の1997年8月30・31日に限定販売された物だが、2000年の映画に合わせて金型を変更。                                                         |
| なし                 | ニセウルトラマン                                  | ウルトラマン                        | |
| なし                 | ニセウルトラセブン                                | ウルトラセブン                      | |
| なし                 | イーヴィルティガ                                  | ウルトラマンティガ                  | |
| なし                 | ニセウルトラマンダイナ (ミラクルタイプ)           | ウルトラマンダイナ                  | |
| なし                 | ニセウルトラマンアグル                            | ウルトラマンガイア                  | 31番で発売された本物アグルV1のリペイント |
| ティガ完結記念限定版 | ウルトラマンティガファイナルヴァージョン          | ウルトラマンティガ                  | ウルフェス限定販売。 |

#### 第2期(2000年-2009年)
2000年頃にリニューアルが行われ新造型となったが、一部の商品のみ旧シリーズの金型を流用している。2004年にはウルトラヒーロー&怪獣シリーズ-ウルトラマンコスモス編-のヒーロー側とウルトラヒーローシリーズ2003を統合し、コスモスまでの全シリーズのウルトラマンを加えたが、いくつかがレギュラー落ちした。通常品全40種類。メーカー小売希望価格700円。
| 新No. | 商品名                                          | 初登場作品                                                      | 補足 |
| ----- | ----------------------------------------------- | --------------------------------------------------------------- | --- |
| 01    | ウルトラマン (Cタイプ)                          | ウルトラマン                                                    | 新造型。 2009年のリニューアルでは腕の付け替えが行われた                                                                        |
| 02    | ゾフィー                                        | ウルトラマン                                                    | 新造型。 |
| 03    | ウルトラセブン                                  | ウルトラセブン                                                  | 新造型。 2009年のリニューアルでは彩色のみリニューアルされた。                                                                  |
| 04    | 帰ってきたウルトラマン                          | 帰ってきたウルトラマン                                          | 新造型。 この型からブレスレットがついている。 2009年のリニューアルで彩色リニューアルとともにウルトラマンジャックに商品名変更。 |
| 05    | ウルトラマンA                                   | ウルトラマンA                                                   | 新造型。 |
| 06    | ウルトラの父                                    | ウルトラマンA                                                   | 2000年～2007年は彩色リニューアル。 2007年には新造型となり、2009年にはそちらの彩色リニューアルが行われた。                      |
| 07    | ウルトラの母                                    | ウルトラマンタロウ                                              | 2000年～2007年は彩色リニューアル。 2007年には新造型となり、2009年にはそちらの彩色リニューアルが行われた。                      |
| 08    | ウルトラマンタロウ                              | ウルトラマンタロウ                                              | 新造型。 2009年に彩色リニューアル。                                                                                            |
| 09    | ウルトラマンレオ                                | ウルトラマンレオ                                                | 新造型。 この型からアームブレスレットがついている。 2009年に彩色リニューアル。                                                 |
| 10    | イーヴィルティガ                                | ウルトラマンティガ                                              | 新造型。2002年に旧型のアストラとの入れ替えで登場。                                                                             |
| 11    | ウルトラマンキング                              | ウルトラマンレオ                                                | 彩色リニューアル。 |
| 12    | ウルトラマン80                                  | ウルトラマン80                                                  | 2000年～2007年までは彩色リニューアル。 2007年に新造型となり、2009年にはそちらの彩色リニューアルが行われた。                    |
| 13    | ウルトラマンG                                   | ウルトラマンG                                                   | 彩色リニューアル。 |
| 14    | ウルトラマンパワード                            | ウルトラマンパワード                                            | 彩色リニューアル。 |
| 15    | ウルトラマンネオス パイロットフィルムバージョン | パイロット版ウルトラマンネオス                                  | 彩色リニューアル。 |
| 16    | ウルトラセブン21 パイロットフィルムバージョン   | パイロット版ウルトラマンネオス                                  | 彩色リニューアル。 2009年のリニューアルで消滅。                                                                                |
| 17    | ウルトラマンゼアス                              | ウルトラマンゼアス                                              | 彩色リニューアル。 |
| 18    | ウルトラマンシャドー                            | ウルトラマンゼアス2 超人大戦 光と影                             | 彩色リニューアル。 2009年のリニューアルで消滅。                                                                                |
| 19    | ウルトラマンティガ マルチタイプ                 | ウルトラマンティガ                                              | 会場限定版の彩色リニューアル。                                                                                                 |
| 20    | ウルトラマンティガ スカイタイプ                 | ウルトラマンティガ                                              | 限定品のティガブラストをリペイント。                                                                                           |
| 21    | ウルトラマンティガ パワータイプ                 | ウルトラマンティガ                                              | 限定品のティガトルネードをリペイント。                                                                                         |
| 22    | ウルトラマンダイナ フラッシュタイプ             | ウルトラマンダイナ                                              | 新造型。 |
| 23    | ウルトラマンダイナ ミラクルタイプ               | ウルトラマンダイナ                                              | 彩色リニューアル。 腕のみ付け替え。                                                                                            |
| 24    | ウルトラマンダイナ ストロングタイプ             | ウルトラマンダイナ                                              | 彩色リニューアル。 腕のみ付け替え。                                                                                            |
| 25    | ウルトラマンガイアV2                            | ウルトラマンガイア                                              | 彩色リニューアル。 |
| 26    | ウルトラマンガイア スプリームヴァージョン       | ウルトラマンガイア                                              | 彩色リニューアル。 |
| 27    | ウルトラマンアグル                              | ウルトラマンガイア                                              | 彩色リニューアル。 |
| 28    | ウルトラマンアグルV2                            | ウルトラマンガイア                                              | 彩色リニューアル。 |
| 29    | ウルトラマンナイス                              | ウルトラマンナイス                                              | 彩色リニューアル。 2009年のリニューアルで消滅したが、2013年にクリアレッドラメバージョンで限定再発売された。                    |
| 30    | ティガダーク                                    | ウルトラマンティガ THE FINAL ODYSSEY                            | 限定品の彩色リニューアル。 |
| 31    | ウルトラマンコスモス ルナモード                 | ウルトラマンコスモス THE FIRST CONTACT                          | パッケージとタグの変更。 |
| 32    | ウルトラマンコスモス コロナモード               | ウルトラマンコスモス THE FIRST CONTACT                          | パッケージとタグの変更。 |
| 33    | ウルトラマンコスモス エクリプスモード           | ウルトラマンコスモス                                            | パッケージとタグの変更。 |
| 34    | ウルトラマンコスモス フューチャーモード         | ウルトラマンコスモスVSウルトラマンジャスティス THE FINAL BATTLE | パッケージとタグの変更。 |
| 35    | ウルトラマンコスモス スペースコロナモード       | ウルトラマンコスモス2 THE BLUE PLANET                           | パッケージとタグの変更。 |
| 36    | カオスウルトラマン                              | ウルトラマンコスモス                                            | パッケージとタグの変更。 |
| 37    | ウルトラマンジャスティス スタンダードモード     | ウルトラマンコスモス2 THE BLUE PLANET                           | パッケージとタグの変更。 |
| 38    | ウルトラマンジャスティス クラッシャーモード     | ウルトラマンコスモスVSウルトラマンジャスティス THE FINAL BATTLE | パッケージとタグの変更。 |
| 39    | ウルトラマンレジェンド                          | ウルトラマンコスモスVSウルトラマンジャスティス THE FINAL BATTLE | パッケージとタグの変更。 |
| 40    | アストラ                                        | ウルトラマンレオ                                                | 新造型。2009年に彩色リニューアル。                                                                                             |
| EX    | ウルトラマン (Aタイプ)                          | ウルトラマン                                                    | 新造型。 |
| EX    | ニセウルトラマン                                | ウルトラマン                                                    | 新造型。 |
| EX    | ニセウルトラセブン                              | ウルトラセブン                                                  | 新造型。 |
| EX    | エースロボット                                  | ウルトラマンA                                                   | 新造型。 |
| EX    | カミーラ                                        | ウルトラマンティガ THE FINAL ODYSSEY                            | 劇場限定品の腕の付け替え |
| EX    | ヒュドラ                                        | ウルトラマンティガ THE FINAL ODYSSEY                            | 劇場限定品の彩色リニューアル。                                                                                                 |
| EX    | ダーラム                                        | ウルトラマンティガ THE FINAL ODYSSEY                            | 劇場限定品の彩色リニューアル。                                                                                                 |
| EX    | ニセウルトラマンダイナ (ミラクルタイプ)         | ウルトラマンダイナ                                              | 彩色リニューアル。 |
| EX    | テラノイド                                      | ウルトラマンダイナ                                              | 新造型。 |
| EX    | ニセウルトラマンアグル                          | ウルトラマンガイア                                              | 彩色リニューアル。 |
| EX    | ニセウルトラマンガイア                          | ウルトラマンガイア                                              | 旧シリーズの30番で発売されたガイアV1の彩色リニューアル。                                                                       |
| EX    | ウルトラマンコスモス ミラクルナモード           | ウルトラマンコスモス                                            | 限定セット品の単品商品化。 |
| EX    | ダークザギ                                      | ULTRA N PROJECT                                                 | 新造型。 |
| EX    | ウルトラマンノア                                | ULTRA N PROJECT                                                 | 新造型。 |
| EX    | ウルトラマンボーイ                              | ウルトラマンボーイのウルころ                                    | 新造型。 |
| EX    | ULTRASEVENX                                     | ULTRASEVEN X                                                    | 新造型。 |
| EX    | ULTRASEVENX エメリウム光線Ver.                  | ULTRASEVEN X                                                    | 新造型。 |
| CU    | カオスロイドU                                   | ウルトラマン Fighting Evolution Rebirth                         | 新造型。 |

#### 第3期(2009年-2013年)
2009年10月下旬から11月下旬にかけて、リニューアル。新造型されたウルトラヒーローが増え、『ウルトラマンネクサス』以降のヒーローもラインナップに旧シリーズから統合する形で加わったが、幾つかはレギュラー落ちした。パッケージがブリスターパック方式により新しくなった。通常品全40種類。メーカー小売希望価格は840円（税込み）
| 新No. | 商品名                                                         | 初登場作品                                                      | 補足 |
| ----- | -------------------------------------------------------------- | --------------------------------------------------------------- | --- |
| 01    | ウルトラマン                                                   | ウルトラマン                                                    | 彩色リニューアルおよび腕の付け替え |
| 02    | ゾフィー                                                       | ウルトラマン                                                    | 新造型 |
| 03    | ウルトラセブン                                                 | ウルトラセブン                                                  | 彩色リニューアル |
| 04    | ウルトラマンジャック                                           | 帰ってきたウルトラマン                                          | 彩色リニューアルおよび商品名変更 |
| 05    | ウルトラマンA                                                  | ウルトラマンA                                                   | 新造型 |
| 06    | ウルトラマンタロウ                                             | ウルトラマンタロウ                                              | 彩色リニューアル |
| 07    | ウルトラの父                                                   | ウルトラマンA                                                   | 彩色リニューアル |
| 08    | ウルトラの母                                                   | ウルトラマンタロウ                                              | 彩色リニューアル |
| 09    | ウルトラマンレオ                                               | ウルトラマンレオ                                                | 彩色リニューアル |
| 10    | アストラ                                                       | ウルトラマンレオ                                                | 彩色リニューアル。イーヴィルティガは怪獣シリーズEXでの販売となったため、番号がイーヴィルティガとの交代で一時絶版化する前と同じ番号に戻った。 |
| 11    | ウルトラマンキング                                             | ウルトラマンレオ                                                | 新造型 |
| 12    | ウルトラマン80                                                 | ウルトラマン80                                                  | 彩色リニューアル |
| 13    | ウルトラマンサーガ                                             | ウルトラマンサーガ                                              | 蓄光仕様は廃止 2012年7月にウルトラマンパワードと入れ替え                                                                                     |
| 14    | ウルトラマンネクサス（ジュネッスブルー）                       | ウルトラマンネクサス                                            | 2012年7月にウルトラマンGと入れ替え |
| 15    | ウルトラマンティガ・マルチタイプ                               | ウルトラマンティガ                                              | 新造型 |
| 16    | ウルトラマンティガ・パワータイプ                               | ウルトラマンティガ                                              | 新造型 |
| 17    | ウルトラマンティガ・スカイタイプ                               | ウルトラマンティガ                                              | 新造型 |
| 18    | ウルトラマンダイナ・フラッシュタイプ                           | ウルトラマンダイナ                                              | 彩色リニューアル |
| 19    | ウルトラマンダイナ・ストロングタイプ                           | ウルトラマンダイナ                                              | 新造型 |
| 20    | ウルトラマンダイナ・ミラクルタイプ                             | ウルトラマンダイナ                                              | 新造型 |
| 21    | ウルトラマンガイアV2                                           | ウルトラマンガイア                                              | 新造型 |
| 22    | ウルトラマンガイア・スプリームヴァージョン                     | ウルトラマンガイア                                              | 新造型 |
| 23    | ウルトラマンアグル                                             | ウルトラマンガイア                                              | 新造型 |
| 24    | ウルトラマンアグルV2                                           | ウルトラマンガイア                                              | 新造型 |
| 25    | ウルトラマンネオス (オリジナルビデオバージョン)                | OV版ウルトラマンネオス                                          | セット品の中にあったソフビを彩色リニューアルし、単品再販。                                                                                   |
| 26    | ウルトラマンゼアス                                             | ウルトラマンゼアス                                              | 新造型 |
| 27    | ウルトラマンコスモス・エクリプスモード                         | ウルトラマンコスモス                                            | 新造型 |
| 28    | ウルトラマンコスモス・ルナモード                               | ウルトラマンコスモス THE FIRST CONTACT                          | 新造型 |
| 29    | ウルトラマンコスモス・コロナモード                             | ウルトラマンコスモス THE FIRST CONTACT                          | 新造型 |
| 30    | ウルトラマンジャスティス・クラッシャーモード                   | ウルトラマンコスモスVSウルトラマンジャスティス THE FINAL BATTLE | 彩色リニューアル |
| 31    | ウルトラマンレジェンド                                         | ウルトラマンコスモスVSウルトラマンジャスティス THE FINAL BATTLE | 彩色リニューアル |
| 32    | ウルトラマンネクサス（ジュネッス）                             | ウルトラマンネクサス                                            | 彩色リニューアル |
| 33    | ウルトラマンノア                                               | ULTRA N PROJECT                                                 | 彩色リニューアル |
| 34    | ウルトラマンマックス                                           | ウルトラマンマックス                                            | 新造型 |
| 35    | ウルトラマンゼノン                                             | ウルトラマンマックス                                            | 彩色リニューアル |
| 36    | ウルトラマンメビウス                                           | ウルトラマンメビウス                                            | 新造型 |
| 37    | ハンターナイト・ツルギ                                         | ウルトラマンメビウス                                            | 彩色リニューアル |
| 38    | ウルトラマンヒカリ                                             | ウルトラマンメビウス                                            | 彩色リニューアル |
| 39    | ウルトラマンメビウス（フェニックスブレイブ）                   | ウルトラマンメビウス                                            | 新造型 |
| 40    | ウルトラマンゼロ                                               | 大怪獣バトル ウルトラ銀河伝説 THE MOVIE                         | 新造型 |
| EX    | ウルトラマンゼロ テクターギア・ゼロ                            | 大怪獣バトル ウルトラ銀河伝説 THE MOVIE                         | 一部新造型 |
| EX    | ウルティメイトゼロ                                             | ウルトラマンゼロ THE MOVIE 超決戦!ベリアル銀河帝国              | 一部新造形 |
| EX    | ミラーナイト                                                   | ウルトラマンゼロ THE MOVIE 超決戦!ベリアル銀河帝国              | 新造形 |
| EX    | グレンファイヤー                                               | ウルトラマンゼロ THE MOVIE 超決戦!ベリアル銀河帝国              | 新造形 |
| EX    | ジャンボット                                                   | ウルトラマンゼロ THE MOVIE 超決戦!ベリアル銀河帝国              | 新造形 |
| EX    | ジャンナイン                                                   | ウルトラマンゼロ外伝 キラー ザ ビートスター                     | 新造形 |
| EX    | ウルトラマンサーガ                                             | ウルトラマンサーガ                                              | 新造形、2011年12月先行販売、2012年2月通常販売、胸部に畜光素材使用                                                                            |
| EX    | ウルトラマンゼロ ストロングコロナゼロ                          | ウルトラマン列伝                                                | ウルティメイトブレスレットを装着、2012年8月販売                                                                                              |
| EX    | ウルトラマンゼロ ルナミラクルゼロ                              | ウルトラマン列伝                                                | ウルティメイトブレスレットを装着、2012年8月販売                                                                                              |
| EX    | シャイニングウルトラマンゼロ                                   | ウルトラマン列伝                                                | 新造形、2013年3月販売 |
| EX    | ゼロダークネス                                                 | ウルトラマン列伝                                                | 新造形、2013年3月販売 |
| SP    | ウルトラマン（マント付き）                                     | 大怪獣バトル ウルトラ銀河伝説 THE MOVIE                         | 新No.1のマント付き |
| SP    | ウルトラセブン（マント付き）                                   | 大怪獣バトル ウルトラ銀河伝説 THE MOVIE                         | 新No.3のマント付き |
| SP    | ウルトラマンゼロ（クリアブルー＆メタリックレッド＆重塗装Ver.） | 大怪獣バトル ウルトラ銀河伝説 THE MOVIE                         | 新No.40のクリアブルー＆メタリックレッド＆重塗装版                                                                                            |
| SP    | ウルティメイトゼロ(シャンパンゴールド&ブルークリアVer.)        | ウルトラマンゼロ THE MOVIE 超決戦!ベリアル銀河帝国              | No.EXウルティメイトゼロのシャンパンゴールド&ブルークリア版、箱入りでメーカー小希望価格は1260円(税込み)。                                     |
| SP    | ミラーナイト レッドアイ                                        | ウルトラマンゼロ THE MOVIE 超決戦!ベリアル銀河帝国              | No.EXミラーナイトのレッドアイVer、ウルトラ怪獣シリーズSPレギオノイドβとのセット品                                                            |

#### ウルトラヒーローシリーズ2003
劇場映画『ウルトラマンコスモスVSウルトラマンジャスティス THE FINAL BATTLE』に登場するウルトラマンのソフビ人形。メーカー希望小売価格は770円（税込み）で最強のウルトラ3戦士セットのみ2.750円（税込み）。
| No.  | 商品名                                      |
| ---- | ------------------------------------------- |
| なし | ウルトラマンコスモス フューチャーモード     |
| なし | ウルトラマンジャスティス クラッシャーモード |
| なし | ウルトラマンレジェンド                      |
| なし | ウルトラマンレジェンド（クリアバージョン）  |
| なし | 最強のウルトラ3戦士セット                   |

#### ウルトラヒーローシリーズN（ネクサス）
TV特撮『ウルトラマンネクサス』および劇場映画『ULTRAMAN』に登場するウルトラマンのソフビ人形。メーカー希望小売価格は735円（税込み）。
| No.  | 商品名                                                     |
| ---- | ---------------------------------------------------------- |
| 1    | ウルトラマンネクサス（アンファンス）                       |
| 2    | ウルトラマンネクサス（ジュネッス）                         |
| 3    | ダークファウスト                                           |
| 4    | ダークメフィスト                                           |
| 5    | ウルトラマンネクサス（ジュネッスブルー）                   |
| なし | ウルトラマン・ザ・ネクスト（アンファンス）                 |
| なし | ウルトラマン・ザ・ネクスト（ジュネッス）                   |
| 2    | ウルトラマンネクサス（ジュネッス）（2005 SPECIAL LIMITED） |

#### ウルトラヒーローシリーズ2005
TV特撮『ウルトラマンマックス』に登場するウルトラマンのソフビ人形。メーカー希望小売価格は735円（税込み）。
| No.  | 商品名                                           |
| ---- | ------------------------------------------------ |
| なし | ウルトラマンマックス                             |
| なし | ウルトラマンゼノン                               |
| なし | ウルトラマンマックス（マックスギャラクシー装備） |
| なし | ウルトラマンマックス（レッドクリアVer.）         |

#### ウルトラヒーローシリーズ2006
TV特撮『ウルトラマンメビウス』および劇場映画『ウルトラマンメビウス&ウルトラ兄弟』に登場するウルトラマンのソフビ人形。メーカー希望小売価格は735円（税込み）。
| No.  | 商品名                                                                                |
| ---- | ------------------------------------------------------------------------------------- |
| 01   | ウルトラマンメビウス                                                                  |
| 02   | ウルトラの父                                                                          |
| 03   | ハンターナイト・ツルギ                                                                |
| 04   | ウルトラマンヒカリ                                                                    |
| 05   | ウルトラマンメビウス（メビウスブレイブ）                                              |
| 06   | ウルトラマンメビウス（メビウス・バーニングブレイブ）                                  |
| 07   | ウルトラマンメビウス（フェニックスブレイブ）                                          |
| SP   | ニセメビウス                                                                          |
| SP   | ウルトラマンメビウス（メビウスインフィニティー）                                      |
| SP   | ウルトラマンメビウス（クリアレッドラメVer.）                                          |
| SP   | ウルトラマンメビウス（メビウスインフィニティー）（クリアレッドラメVer.）              |
| SP   | ウルトラマンヒカリ（クリアブルーVer.）                                                |
| なし | ウルトラマンメビウス（ジャシュライン黄金像Ver.）&ウルトラの父（クリアレッドラメVer.） |

#### ウルトラヒーローシリーズ2008 MOVIE
劇場映画『大決戦!超ウルトラ8兄弟』に登場するウルトラマンのソフビ人形。
| No.  | 商品名                                                      |
| ---- | ----------------------------------------------------------- |
| なし | ウルトラマンティガ&ウルトラマンメビウスグリッターバージョン |

### ウルトラシティシリーズ
ウルトラ怪獣シリーズとウルトラヒーローシリーズの各一体ずつと組み立て可能なビル10個とタワーなどのセット品。ビルのみのものもある。ビルセットを除くメーカー希望小売価格は3675円（税込み）。
| No.  | 商品名                                 | 登場作品                                                      | セット内容 |
| ---- | -------------------------------------- | ------------------------------------------------------------- | --- |
| 1    | ウルトラマンVSバルタン星人             | ウルトラマン                                                  | ウルトラマン・バルタン星人・ビル（スカイブルー）×10・ジェットビートル・ブリッジ                                 |
| 2    | ウルトラマンメビウスVSゴモラ           | ウルトラマンメビウス・大怪獣バトル ウルトラ銀河伝説 THE MOVIE | ウルトラマンメビウス・ゴモラ・ビル（グレー）×10・ガンフェニックス・タワー                                       |
| 3    | ウルトラマンゼロVSウルトラマンベリアル | 大怪獣バトル ウルトラ銀河伝説 THE MOVIE                       | ウルトラマンゼロ・ウルトラマンベリアル・ビル（クリアグリーン）×10・スペースペンドラゴン・プラズマスパークタワー |
| なし | シティビルセット                       | なし                                                          | ビル（スカイブルー）×5・ビル（アイボリー）×5                                                                    |
| なし | ジオラマセット                         | なし                                                          | ビル（ブルー）×10・ビル（ホワイト）×10・ブリッジ・タワー                                                        |

### ウルトラヒーロー&怪獣シリーズ-ウルトラマンコスモス編-
TV特撮『ウルトラマンコスモス』とその劇場映画2作に登場する怪獣およびウルトラマンのソフビ人形。
| No.  | 商品名                                      |
| ---- | ------------------------------------------- |
| なし | ウルトラマンコスモス ルナモード             |
| なし | ウルトラマンコスモス コロナモード           |
| なし | 春野ムサシ隊員                              |
| なし | バルタン星人ベーシカルバージョン            |
| なし | ネオバルタン                                |
| なし | 呑龍(ドンロン)                              |
| なし | リドリアス                                  |
| なし | カオスゴルメデ                              |
| なし | カオスバグ                                  |
| なし | ムードン                                    |
| なし | チャイルドバルタン                          |
| なし | ギギ                                        |
| なし | カオスパラスタンS                           |
| なし | カオスヘッダー・イブリース                  |
| なし | ウルトラマンコスモス エクリプスモード       |
| なし | カオスクレバーゴン                          |
| なし | ゴルメデβ                                   |
| なし | ラグストーン                                |
| なし | カオスウルトラマン                          |
| なし | サイドバクター                              |
| なし | ワロガ                                      |
| なし | レイジャ（戦闘フォーム）                    |
| なし | スコーピス                                  |
| なし | サンドロス                                  |
| なし | アルケラ                                    |
| なし | マザルガス                                  |
| なし | ウルトラマンコスモス スペースコロナモード   |
| なし | ウルトラマンコスモス スケルトンコロナモード |
| なし | ウルトラマンジャスティス スタンダードモード |
| なし | カオスウルトラマンカラミティ                |

## Webドラマ
『ウルトラソフビワールド』
2023年1月21日よりYouTube『バンダイ公式チャンネル BANDAI OFFICIAL』および『TSUBURAYA IMAGINATION』で配信のウルトラソフビをメインとした実写&ストップモーション・アニメーション（コマ撮りアニメ）短編Webドラマ。全8話。
- ストーリー - ウルトラマン大好きでいつもウルトラソフビで遊んでいる小学1年生のハルトくん。ある夜ハルトくんの子供部屋に突如プラズマスパークタワーが現れ、ソフビのウルトラ戦士や怪獣たちが命を宿し動き出した。
- 脚本・シリーズ構成 - 足木淳一郎[32]
- 映像制作 - MagniFIKA
- アニメーションディレクター - 大石拓郎
- アニメーション - オカダシゲル[33]
- 絵コンテ（#1） - ワタナベサオリ[34]

出演
- ハルトくん - 三田一颯[35]
- ママ - 大津紗彩
- パパ - 三小田芳樹[36]

| 話数  | サブタイトル             | 紹介ソフビ                                                   | 配信日         |
| ----- | ------------------------ | ------------------------------------------------------------ | -------------- |
| 第1話 | ソフビに命が宿った日     | 特空機1号セブンガー ウルトラマンティガ マルチタイプ          | 2023年 1月21日 |
| 第2話 | セブンガーの夢           | 古代怪獣ゴモラ キングジョーセブンガー                        | 1月28日        |
| 第3話 | ゼットは空を飛びたい     | ウルトラマンゼット オリジナル                                | 2月4日         |
| 第4話 | 続・ゼットは空を飛びたい | ウルトラマンゼロ                                             | 2月11日        |
| 第5話 | ティガの探しもの         | 超古代怪獣ゴルザ 超古代竜メルバ ウルトラの父                 | 2月18日        |
| 第6話 | 最強は誰だ!?             | ウルトラマンベリアル アブソリュートタルタロス                | 2月25日        |
| 第7話 | ふしぎなクッキング       | 四次元怪獣ブルトン 冷凍怪獣ギガス                            | 3月4日         |
| 第8話 | ようこそおもちゃ箱へ     | ウルトラマンデッカー フラッシュタイプ プラズマスパークタワー | 3月11日        |